# Histoire du Nouveau-Brunswick
Le Nouveau-Brunswick proprement dit a été fondé en 1784 avec pour capitale Fredericton. Cet article présente l'histoire du lieu, depuis l'époque amérindienne jusqu'à nos jours, incluant l'époque coloniale française où il était une partie de l'Acadie.

## Préhistoire
L'historiographie de la préhistoire du Nouveau-Brunswick se subdivise généralement en trois périodes: la période précoce (-9000 à -4000), la période intermédiaire (-4000 à -500) et la période tardive (-500 à 1600).
Les artéfacts les plus anciens, datant du Xe millénaire av. J.-C., ont été découverts dans la paroisse de Pennfield en 2011.

## Contact (1000 à 1604)

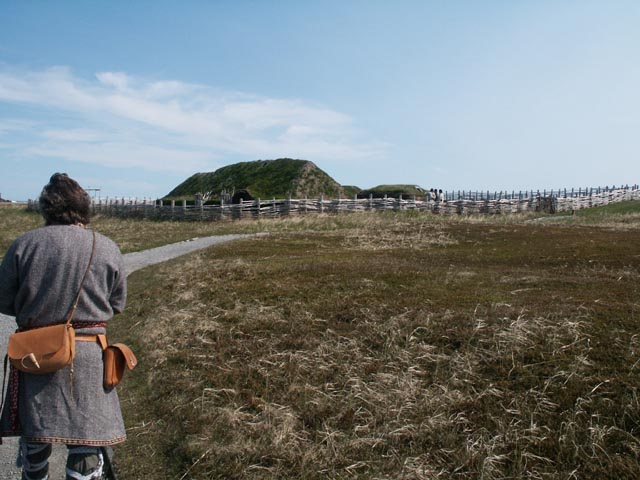
Reconstitution de L'Anse-aux-Meadows.

En 985 ou 986, le Viking Erik le Rouge explore le sud du Groenland. Bjarni Herjólfsson tente de le rejoindre mais est dirigé plus au sud, probablement à Terre-Neuve, devenant possiblement le premier Européen à explorer l'Amérique. Vers l'an mille, Leif Ericson, le fils d'Erik le Rouge, explore les terres découvertes par Bjarni Herjolfsson. Il fonde Straumfjord, dans le Nord de la colonie du Vinland, correspondant à L'Anse aux Meadows, à Terre-Neuve-et-Labrador ; la colonie est abandonnée quelques années plus tard. La Saga d'Erik le Rouge mentionne aussi la fondation d'une autre colonie, Hop, une guerre avec la population locale, les Skrælings, et l'exploration d'autres terres mais aucune preuve concluante de leur présence ailleurs qu'à L'Anse-aux-Meadows n'a été trouvée jusqu'à ce jour. On sait toutefois que les Vikings ont continué de visiter occasionnellement l'Amérique du Nord pour se procurer du bois.
Entre 1075 et 1080, Adam de Brême est le premier à mentionner le Nord-est du continent, dans Gesta Hammaburgensis ecclesiae pontificum.
Dès le XVIe siècle, des pêcheurs basques viennent régulièrement pêcher la baleine et la morue à Terre-Neuve. Au contact des Amérindiens, un pidgin basco-algonquin se développe entre les Basques et les Micmacs. Aux caraques basques, encore très majoritaires au XVIIe siècle, s'ajoutent quelques navires portugais, français, bretons et normands ainsi que des marchands de fourrures,.
L'Amérique du Sud est colonisée par l'Espagne et le Portugal à la suite du voyage de Christophe Colomb, en 1492 ; le traité de Tordesillas, signé en 1494, concède tout le continent à ces deux puissances. L'Angleterre souhaite alors coloniser l'Amérique du Nord, aux environs du 37e parallèle, tandis que la France s'intéresse au 45e parallèle. Jean Cabot est probablement le premier à explorer l'Acadie pour le compte de l'Angleterre, en 1497. La France, constamment en conflit avec l'Espagne, s'intéresse tardivement à la colonisation des Amériques ; Giovanni da Verrazzano est toutefois envoyé pour explorer la côte de la Floride à l'île du Cap-Breton en 1524. Arrivé dans la région de l'actuelle ville de Washington, il utilise pour la première fois le nom « Acadie », sous la forme « Arcadie », en référence à cette région luxuriante de Grèce ; le terme est appliqué plus au nord dès le XVIIe siècle.
En juillet 1534, Jacques Cartier explore la côte entre la baie de Kouchibouguac et la baie des Chaleurs. Il rencontre des Micmacs à Gaspé, avec qui il fait du troc. Son voyage permet de mieux connaître la géographie et les cultures amérindiennes mais aussi de confirmer la possibilité d'un établissement permanent et l'abondance des ressources naturelles ; le passage tant recherché vers l'Asie n'est toutefois pas trouvé.

Trajet probable des Vikings en Amérique du Nord
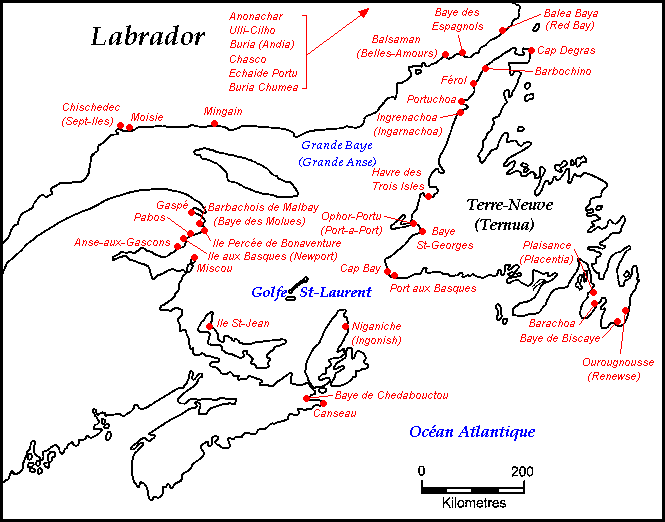
Postes de pêche basques aux XVIe et XVIIe siècles
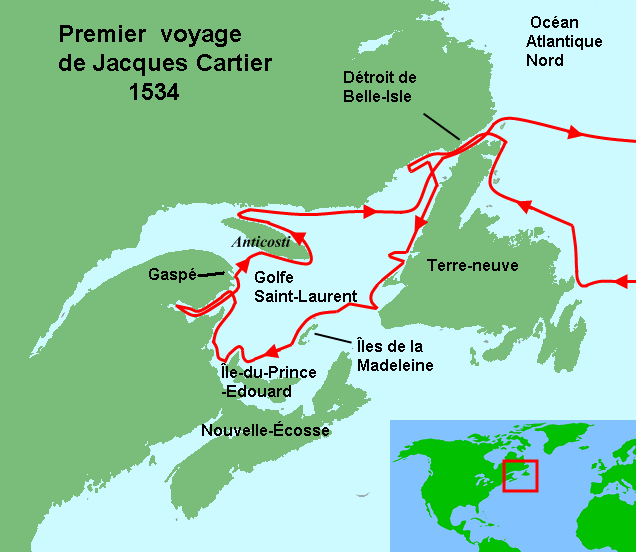
Trajet du premier voyage de Jacques Cartier

## Acadie française (1604-1713)

### Premières tentatives
En raison des problèmes de territoire causés par la traite des fourrures, le roi de France Henri III accorde des monopoles de traite à des groupes de marchands à partir de 1588, dans le but de financer la colonisation ; en 1603, le marchand protestant Pierre Dugua de Mons obtient un monopole de dix ans à condition d'établir plusieurs colons. À la même époque, des écrivains font miroiter une vision idyllique de l'Amérique.
Troilus de Mesgouez fonde une colonie à l'île de Sable en 1598 mais celle-ci est abandonnée en 1603, douze hommes seulement ayant survécu. Aymar de Chaste obtient le monopole commercial de la Nouvelle-France la même année ; il envoie en expédition François Gravé, accompagné entre autres de Samuel de Champlain, mais aucun établissement n'est fondé.
En 1604, De Mons part en expédition, accompagné d'environ 80 personnes dont Samuel de Champlain et Jean de Poutrincourt. De Mons choisit de s'établir à la baie française, appelée baie de Fundy de nos jours, à la suggestion de Champlain ; la colonie est fondée à l'île Sainte-Croix, sur la rive nord, mais environ la moitié des colons meurent du scorbut lors du premier hiver. La colonie est déplacée l'année suivante à Port-Royal, sur la rive sud ; douze personnes meurent tout de même du scorbut mais la colonie reçoit l'aide des Micmacs. Champlain explore toute la côte jusqu'au cap Cod. La colonie coûte cher à entretenir et il est presque impossible d'empêcher la contrebande d'autres marchands. Le monopole commercial de De Mons est révoqué avant échéance en 1607 et il ramène tous les colons en France.
Poutrincourt obtient une concession et revient s'établir à Port-Royal en 1610, accompagné de quelques personnes dont Claude et Charles de Saint-Étienne de La Tour. Le commerce de fourrures ne parvient pas à combler les coûts de la colonie et Poutrincourt demande l'aide financière des Jésuites ; il leur demande aussi d'envoyer deux des leurs pour seconder le prêtre Jessé Fleché. À leur arrivée, ils accusent ce dernier d'avoir baptisé les Micmacs sans leur avoir donné l'instruction religieuse nécessaire ; l'affaire divise la colonie en deux camps et prend une telle proportion qu'elle est présentée à la cour et à la Sorbonne. Les Jésuites fondent en 1613 une colonie rivale sur l'île des Monts Déserts. Peu après l'arrivée de Poutrincourt, des Malouins sous le commandement du capitaine Merville fondent une autre colonie rivale sur l'île Emenenic, désormais l'île Caton, dans le fleuve Saint-Jean.

### Colonisation écossaise

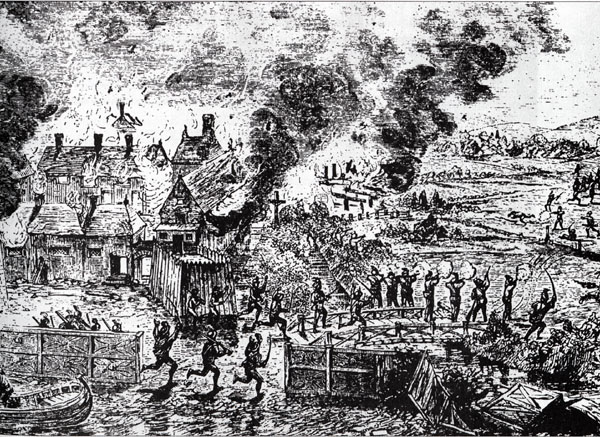
Attaque de Port-Royal par Samuel Argall.

Les zones d'influence française et anglaise sont trop rapprochées et l'Acadie, située entre les deux, ne peut pas échapper à un conflit. En 1613, Samuel Argall, de Virginie, détruit les établissements et en chasse les habitants mais certains, dont Charles de Biencourt, le fils de Poutrincourt, décident de rester sur place.
La période qui s'ensuit n'est pas bien connue mais l'on sait que les Français habitent parmi les indigènes et font venir annuellement des vivres de La Rochelle tandis que leur isolement jette les bases de l'identité acadienne. Robert Gravé du Pont, fils de François, enlève vraisemblablement une Malécite, envenimant les relations avec Port-Royal. Biencourt envoie alors des troupes au fleuve Saint-Jean et la colonie rend les armes après une faible résistance. L'île Emenenic est vraisemblablement abandonnée dans les années suivantes.
En 1621, le gouvernement anglais change le nom de la colonie en Nouvelle-Écosse mais ne s'y intéresse réellement qu'à partir de 1629 lorsqu'il fait venir les colons écossais de William Alexander ; Claude de la Tour est alors fait baronnet et reçoit une grande terre. La France s'intéresse à nouveau à l'Acadie à la même époque ; le gouvernement abandonne les compagnies privées alors que Richelieu fonde la Compagnie des Cent-Associés en 1627, à laquelle l'État participe et dont l'un des objectifs est de faire venir un grand nombre de colons. En 1631, Charles de la Tour est nommé lieutenant général de l'Acadie par la France ; grâce à l'aide gouvernementale, il construit en 1632 un fort au cap Sable et un autre à Saint-Jean. Jusqu'à cette époque, l'Acadie entretient surtout des liens avec l'Aunis et la Saintonge.

### Retour à la France
L'Acadie est cédée à la France en 1632 par la signature du traité de Saint-Germain-en-Laye, qui met aussi fin à la colonisation écossaise. Le gouvernement français tente de transformer l'Acadie en un « rempart » entre le Canada et la Nouvelle-Angleterre et pour cette raison implante le système seigneurial puis nomme Isaac de Razilly au poste de gouverneur. Le régime seigneurial est en grande partie un échec, dû notamment à la grande liberté de la population, au faible contrôle du gouvernement et à l'étendue du territoire.
L'Acadie est à nouveau délaissée pendant plusieurs années car la guerre franco-espagnole se déroule entre 1636 et 1659 tandis que la première Révolution anglaise dure de 1642 à 1660. Entretemps, Razilly déplace la capitale à La Hève ; il s'intéresse plus au commerce maritime qu'à l'agriculture, ce qui explique ses choix d'établissements.

### Guerre civile

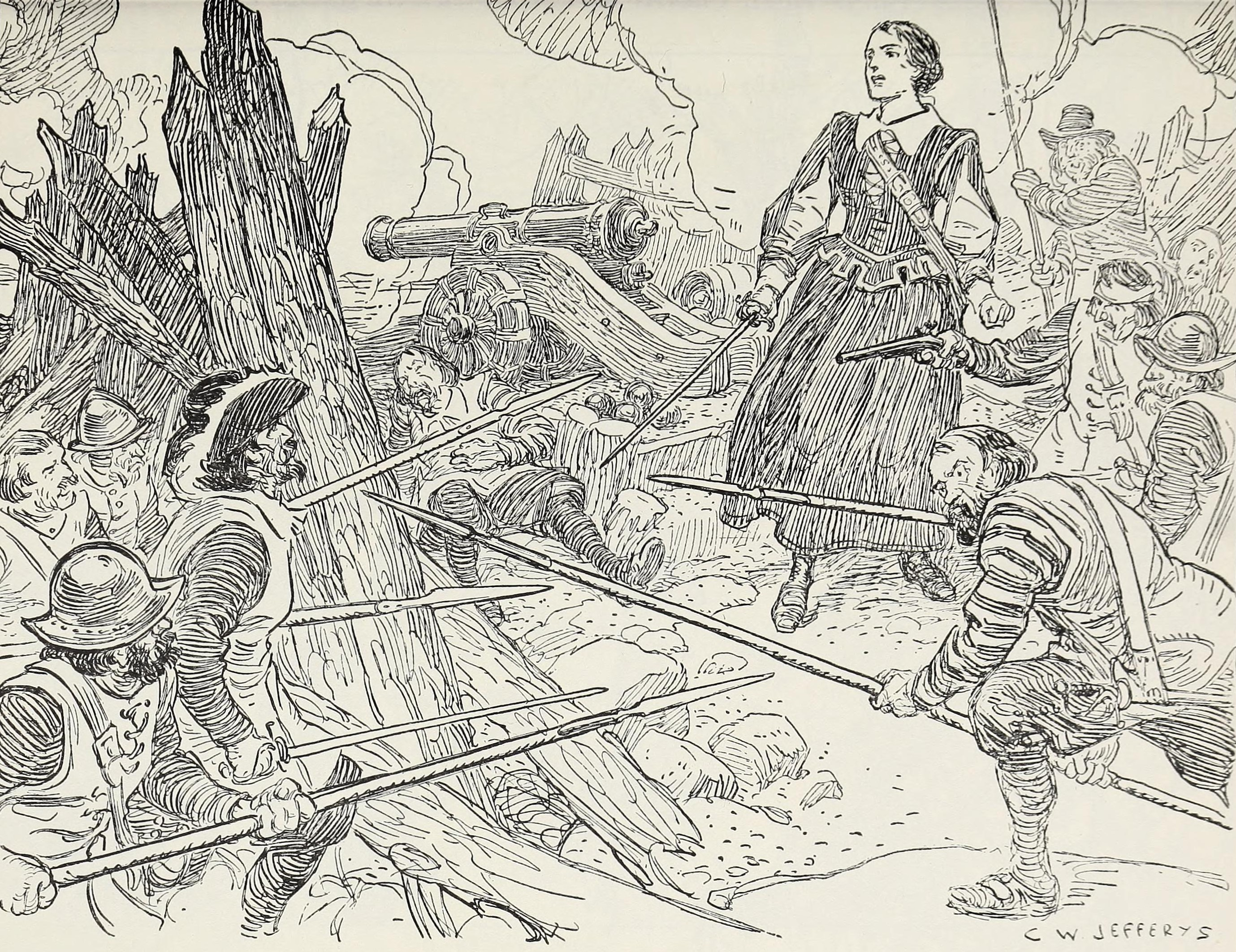
Françoise-Marie Jacquelin défendant le fort Saint-Jean contre D'Aulnay, par Charles William Jefferys.

La mort de Razilly, survenue en 1636, provoque une dispute entre Charles de Menou d'Aulnay de Charnizay et Charles de Saint-Étienne de la Tour. D'Aulnay ramène la capitale à Port-Royal et déclenche une guerre civile contre La Tour. Tous deux s'adressent au roi à plusieurs reprises pour faire trancher les limites de leurs territoires respectifs ; la décision rendue confond les deux territoires — preuve de la faible connaissance géographique de l'Acadie — et ne règle pas leur querelle. D'Aulnay et La Tour concluent des ententes avec le Massachusetts mais les Anglais évitent d'être trop impliqués dans le conflit. Ils en profitent toutefois pour ramener le premier chargement de charbon de la mine de Minto, la première en Amérique du Nord, en 1643.
D'Aulnay de Charnizay meurt accidentellement en 1650, causant une guerre de succession entre Emmanuel Le Borgne, Charles de Saint-Étienne de la Tour et Nicolas Denys ; Le Borgne était le principal créancier de la famille D'Aulnay mais n'arrive pas à s'entendre sur la succession. En 1652, il s'empare de Port-Royal, où se trouvent les intérêts de la famille D'Aulnay, et attaque les établissements de ses rivaux, dont La Hève, Pentagouët et Havre-Saint-Pierre. La Tour épouse la veuve de D'Aulnay à la fois pour tenter de réconcilier les deux familles, de rétablir la paix et pour reprendre ses possessions. En 1654, Denys obtient une concession comprenant le golfe du Saint-Laurent entre le Canceaux et Gaspé.

### Contrôle anglais
Robert Sedgwick, qui a pour mission d'attaquer la Nouvelle-Néerlande, attaque aussi l'Acadie sur son passage en 1654. Durant les années suivantes, la France, malgré la perte de l'Acadie, continue d'accorder des concessions ainsi que des permis de chasse et de pêche. Le Royaume-Uni renomme la colonie Nouvelle-Écosse et la concède à William Crowne, Charles de Saint-Étienne de la Tour et Thomas Temple. La Tour profite peu de cette concession, alors que Temple, devenu plus tard gouverneur, fait peu d'efforts pour mettre en valeur son territoire alors qu'il est continuellement opposé à ses rivaux comme Emmanuel Le Borgne. Il construit toutefois le premier fort anglais à Jemseg en 1659.

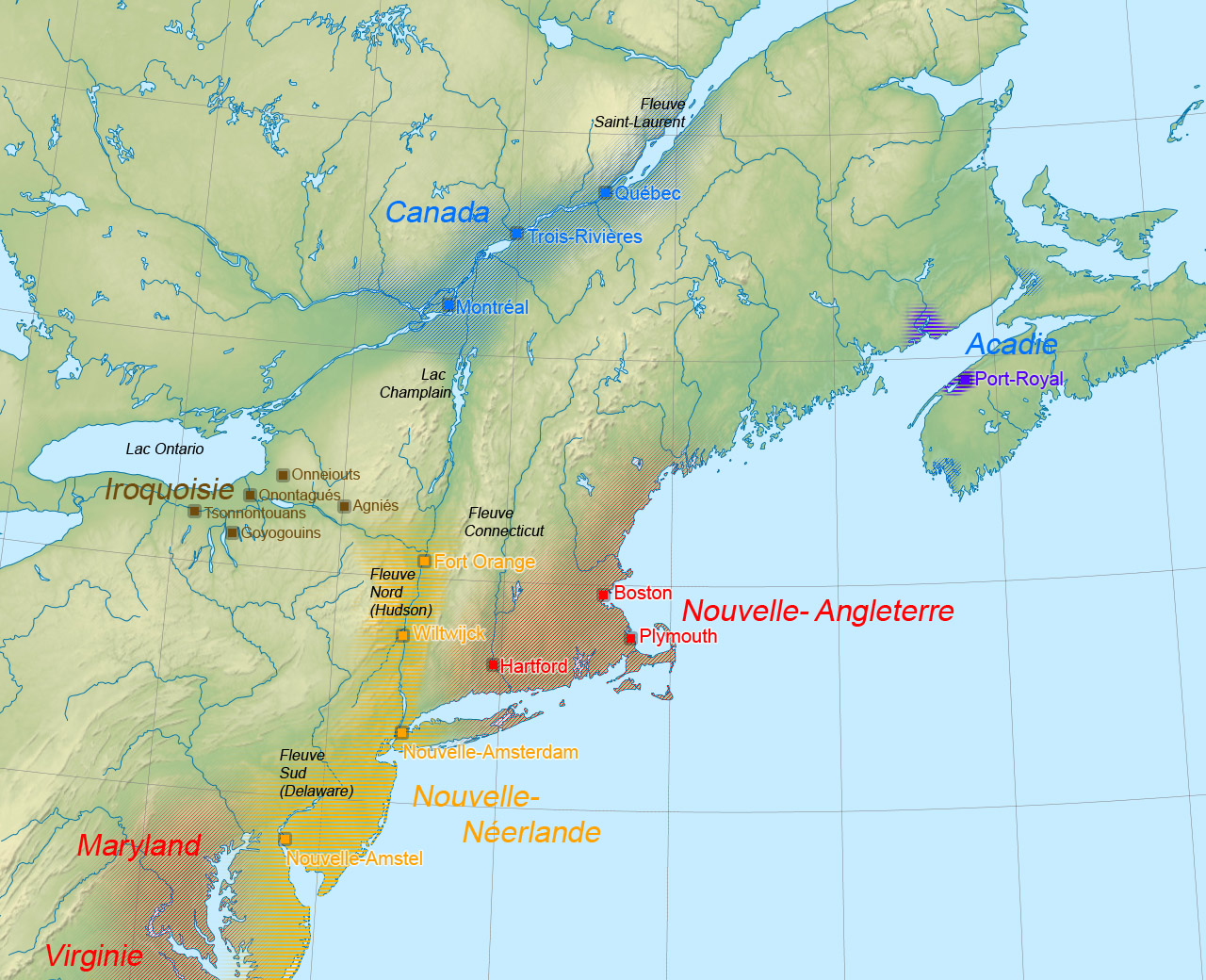
Les colonies nord-américaines en 1664.
Situation de la Nouvelle-France.

### Domaine royal
Le traité de Bréda rend l'Acadie à la France en 1667 ; le gouverneur Hector d'Andigné de Grandfontaine n'en prend cependant le contrôle effectif qu'en 1670 car l'ancien gouverneur Thomas Temple cause toutes sortes de problèmes. Accompagné de 30 soldats et de 60 colons, Grandfontaine doit rétablir l'autorité français auprès des 400 Acadiens, habitués depuis une décennie à vivre de façon indépendante, et empêcher les activités des pêcheurs et marchands de la Nouvelle-Angleterre. Il semble que ni Grandfontaine ni ses successeurs ne parviennent à atteindre ces deux objectifs, pourtant considérés comme nécessaires au contrôle de l'Acadie par la France. La Compagnie des Cent-Associés croule sous les dettes et est remplacée en 1664 par la Compagnie des Indes occidentales, elle-même dissoute en 1674. L'Acadie est alors rattachée au domaine royal. Le gouverneur de l'Acadie est désormais nommé par le roi et révoqué à sa guise. Disposant de quelques fonctionnaires, il est secondé par un commissaire ; l'Acadie est en fait une subdivision de la Nouvelle-France, dont dépendent les institutions et la défense. Toutefois, la grande distance de Québec à Port-Royal fait que la colonie fait souvent affaire directement avec la France. L'administration est gênée par la nouvelle politique de colonisation française et la colonie n'ayant pas de garde côtière, les pêcheurs continuent leurs opérations sans être dérangés. En fait, la France se désintéresse de l'Acadie jusqu'à la fin du XVIIe siècle. La colonie a peu de financement et des troupes insuffisantes. Les gouverneurs, mal payés, déplacent souvent la capitale et, comme dans les autres colonies, certains font même de la contrebande avec les Anglais.
En 1674, le néerlandais Jurriaen Aernoutsz attaque Pentagouët et pille plusieurs villages sur son passage. Le gouverneur Jacques de Chambly se rend après deux heures de combat tandis que son lieutenant, situé à Jemseg, est fait prisonnier. Bernard-Anselme de Saint-Castin reprend Pentagouët en 1679. Le gouverneur Pierre de Joybert de Soulanges et de Marson meurt en 1678. Frontenac désire étendre son contrôle sur l'Acadie et nomme Leneuf de La Valière au titre de gouverneur mais cette décision n'est pas entérinée par le roi. Face aux critiques, il est remplacé en 1684 par François-Marie Perrot.

### Première guerre intercoloniale

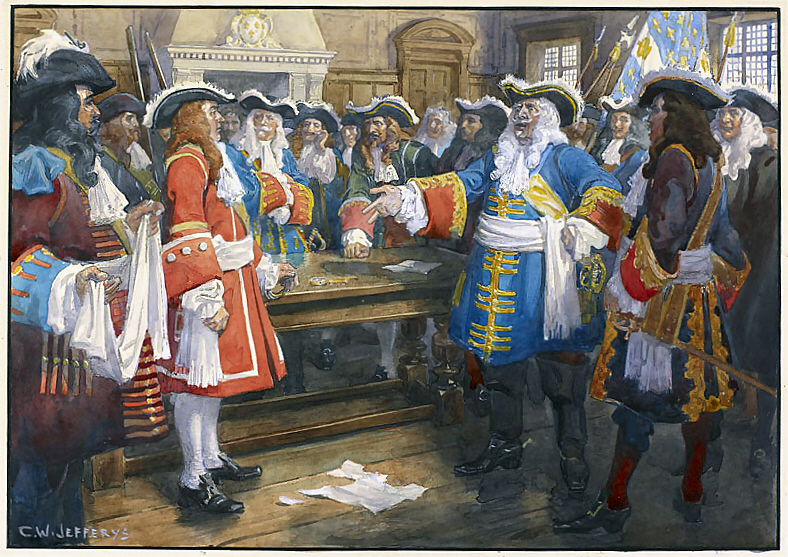
L'émissaire de Phips demandant à Frontenac de se rendre, par C. W. Jefferys (1925).

La guerre de la Ligue d'Augsbourg éclate en 1689 et se poursuit jusqu'en 1697 en représailles de la politique expansionniste française. Frontenac attaque à trois reprises des établissements limitrophes de la Nouvelle-Angleterre. Malgré la dévastation, la réplique anglaise ne se fait pas attendre et le gouverneur Des Friches de Mennaval, disposant de 100 soldats à Port-Royal en 1690, ne peut rien contre William Phips et ses 700 hommes répartis sur sept bateaux. Phips nomme un conseil composé d'Acadiens pour s'occuper de la colonie et retourne à Boston après avoir pillé la ville et forcé la population à signer un serment d'allégeance. L'Acadie est annexée au Massachusetts en 1691. Joseph Robineau de Villebon reprend la majeure partie de l'Acadie en 1692 et fait signer à son tour un serment d'allégeance à la couronne française, ce que la population accepte facilement en échange de vivres. Accompagné de quelques troupes, il maintient un gouvernement fantôme à Jemseg mais, ce dernier étant trop menacé, construit par la suite le fort Nashouat ; il reçoit peu d'aide de la France et maintient donc un gouvernement fantôme. Le Massachusetts ne se préoccupe pas de sa nouvelle conquête et n'y envoie pas de nouveaux colons. Pierre Le Moyne d'Iberville reconquiert la baie d'Hudson et Terre-Neuve en 1696, en plus de détruire le fort Pemaquid ; le Massachusetts réplique en envoyant Benjamin Church saccager totalement le village de Beaubassin. Les conquêtes respectives sont officialisées par la signature du traité de Ryswick en 1697.
Au tournant du XVIIIe siècle, la plus importante activité industrielle fait ses débuts lorsque les Français commencent à exploiter la forêt pour la construction de navires. Les Acadiens sont les probablement les premiers à construire une cale sèche en Amérique du Nord, en l’occurrence la cale sèche de La Coupe, en 1690. Selon un recensement de 1695, le sieur de Chaufours possède quant à lui une scierie à Nashwaak.

### Deuxième guerre intercoloniale

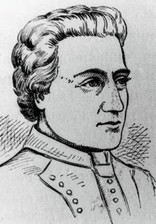
Daniel d'Auger de Subercase, auteur inconnu, 1913.

La guerre de Succession d'Espagne est déclenchée en 1701. Le colonel Samuel Vetch propose un plan d'invasion de la Nouvelle-France à la reine Anne de Grande-Bretagne. Les troubles atteignent rapidement l'Acadie car, en 1703, les Abénaquis et les Français attaquent la Nouvelle-Angleterre ; les Anglais répliquent en attaquant les établissements acadiens. Port-Royal est attaquée en 1704 et deux fois 1707, où elle est prise par John March. Jean-Vincent d'Abbadie de Saint-Castin et Daniel d'Auger de Subercase reprennent la capitale peu après mais le roi Louis XIV n'envoie pas les renforts demandés car il est plus préoccupé par la situation en Europe. Le blocus du Massachusetts rend difficile l'approvisionnement de l'Acadie mais un groupe de corsaires français des Antilles s'établit à Port-Royal, rétablissant le commerce. Ces corsaires s'attaquent à la marine marchande du Massachusetts et capturent 35 navires et plus de 400 prisonniers durant la seule année de 1709. Le Massachusetts obtient en renfort cinq navires de guerre et 1 000 soldats, en plus des services des milices du Rhode Island, du Connecticut et du New Hampshire. La flotte, commandée par Francis Nicholson, se rend à Port-Royal à la fin septembre 1710. Subercase, disposant de seulement 300 soldats, oppose une faible résistance et capitule le 12 octobre 1710. Port-Royal est rebaptisée Annapolis Royal et Vetch en assure le commandement avec une garnison de 450 hommes mais c'est la première fois que les Anglais contrôlent une population francophone homogène ; certains pensent même déjà à déporter les Acadiens, qui sont désormais au nombre de 1 800. Ceux-ci ont en fait le choix de rester sur place, à condition de prêter un serment d'allégeance. La garnison française, les officiers civils et quelques familles retournent quant à eux en France.

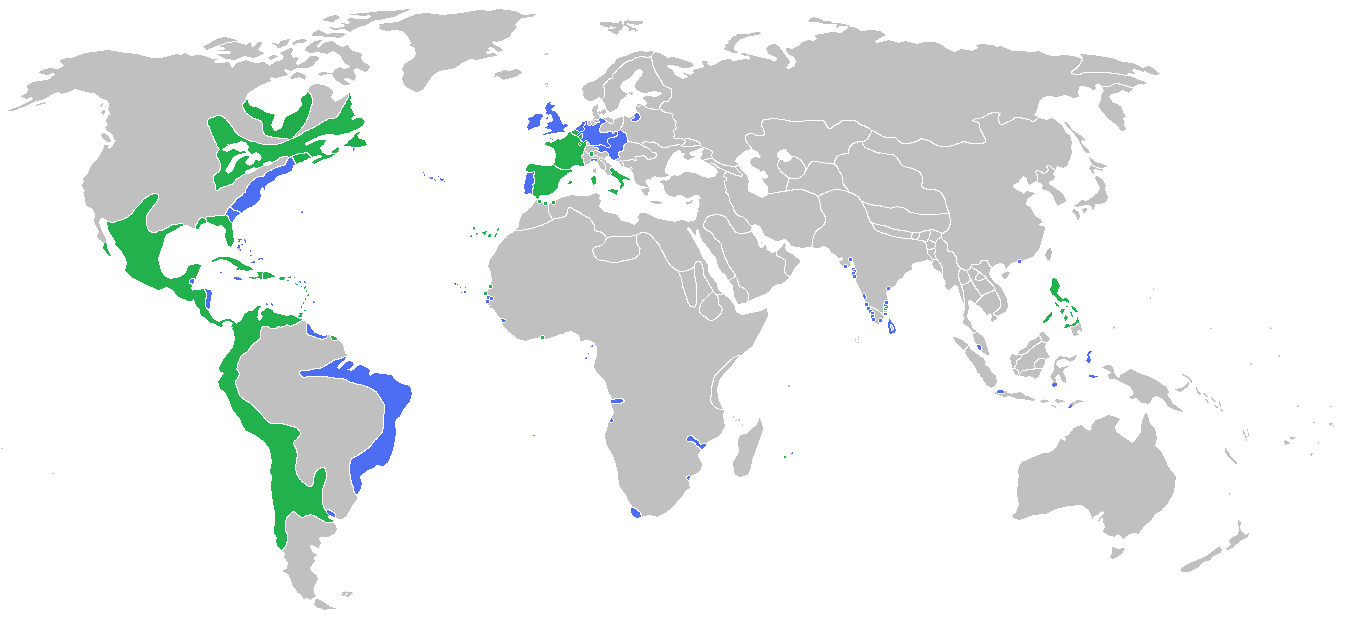
Parties impliquées lors de la guerre de Succession d'Espagne. En bleu : Angleterre, Portugal et alliés, en vert : France, Espagne et alliés.

## Le Grand dérangement (1755-1763)

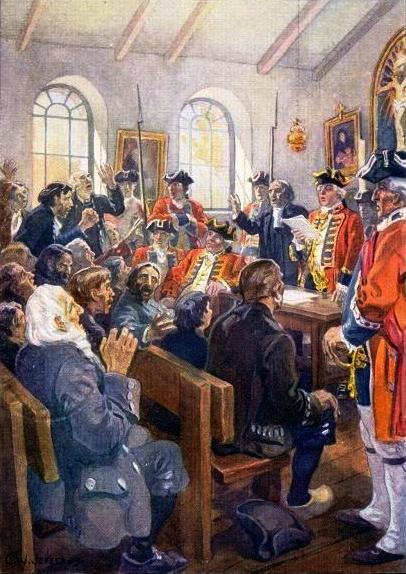
Lecture de l'ordre de déportation, C.W. Jefferys (1916).

En 1749, le gouverneur Cornwallis demande aux Acadiens de prêter serment d'allégeance sans condition sous peine d'être déportés mais ces derniers refusent ; le gouverneur ne donne cependant pas suite, de même que son successeur, Peregrine Hopson. Charles Lawrence devient gouverneur en 1753. La guerre reprend en 1754 et il profite de la situation pour décider de déporter la population de l'isthme de Chignectou, ce qui permettrait de faire venir encore plus d'immigrants britanniques en Nouvelle-Écosse. Avec la complicité de son supérieur, le gouverneur du Massachusetts William Shirley, Lawrence met sur pied un corps expéditionnaire. Le lieutenant-colonel Robert Monckton prend le fort Beauséjour et le fort Gaspareaux en juin 1755. Le mois suivant, Lawrence tente de faire signer un serment sans condition mais les Acadiens essaient de négocier. Profitant de la présence de la flotte de l'amiral Boscawen et des troupes de la Nouvelle-Angleterre, le conseil législatif approuve la déportation ; la défaite du général Braddock en Ohio a sûrement influencé leur décision. Jusqu'en décembre, près de 6 500 personnes sont arrêtées puis mises sur les bateaux, avant d'être envoyées vers les Treize colonies.

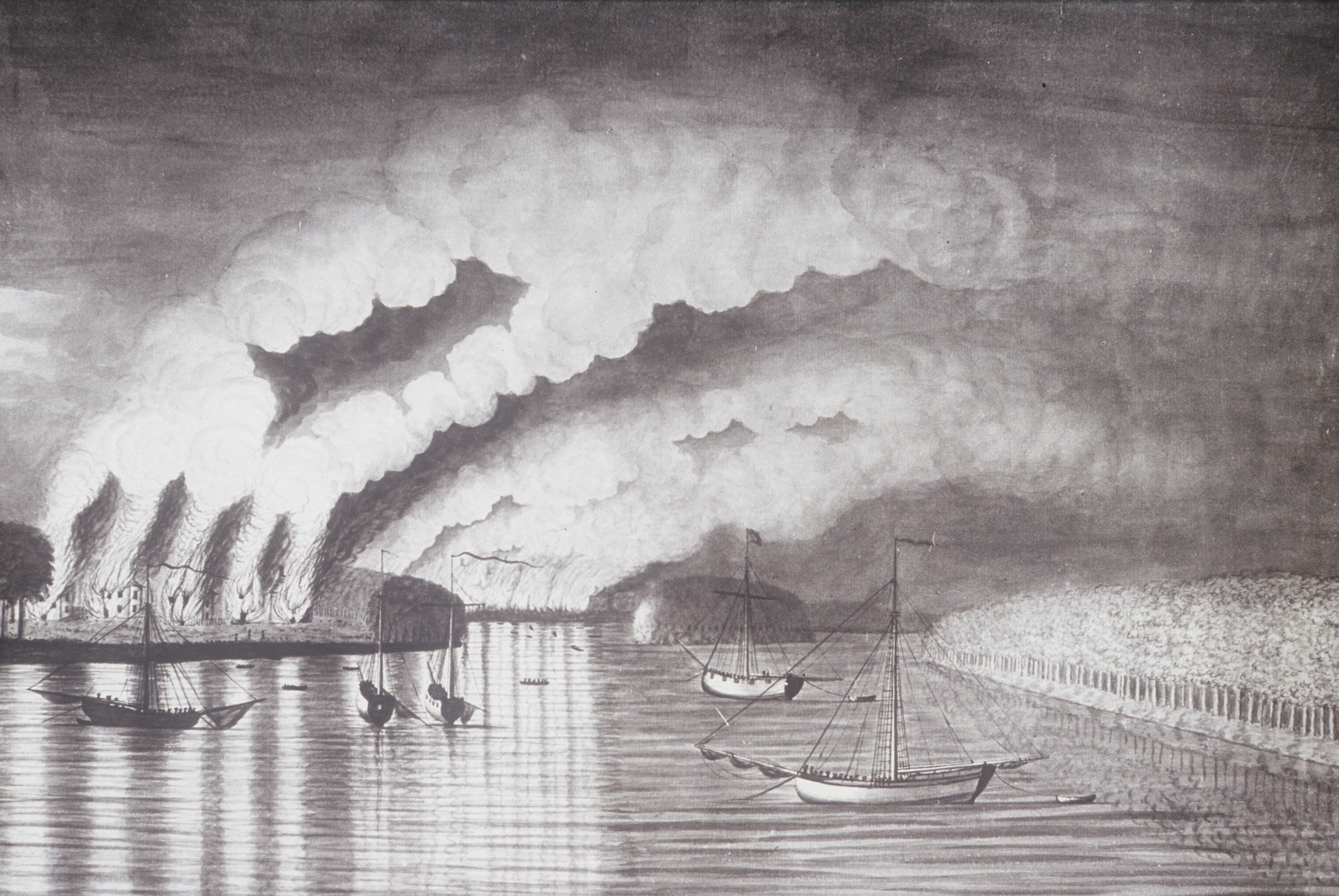
Vue du pillage et de l'incendie de la cité de Grimrose, la seule représentation contemporaine connue de la Déportation des Acadiens, par Thomas Davies, 1758.

Plusieurs centaines d'Acadiens parviennent toutefois à s'échapper vers l'île Saint-Jean, le Canada ou l'île Royale ; cette dernière devient un véritable camp de réfugiés et le gouvernement, qui peine déjà à ravitailler Louisbourg, ne parvient pas à répondre aux besoins des 4 000 habitants. La résistance acadienne s'organise dès la prise du fort Beauséjour et Joseph Brossard, dit Beausoleil, attaque à plusieurs reprises les Britanniques dans Beaubassin. Le Premier ministre britannique, William Pitt l'Ancien, élabore un plan d'invasion de la Nouvelle-France, avec des attaques contre Montréal, Québec et Louisbourg ; comme prévu, Halifax sert de base d'opération pour l'offensive contre Louisbourg. La flotte est dirigée par l'amiral Boscawen alors que l'armée de terre est sous le commandement du général Amherst. Le gouverneur Augustin de Drucourt se rend après deux mois de siège en juillet 1758. Les civils sont déportés en France tandis que les soldats sont emprisonnés au Royaume-Uni. La forteresse est détruite en 1760, afin qu'elle ne puisse plus jamais représenter une menace.
Rollo attaque l'île Saint-Jean en 1758 et capture 2 500 personnes qui sont déportées en France. Une bonne partie des Acadiens s'étant cachés, ils sont capturés lors de différentes attaques jusqu'en 1763. Les Britanniques mettent le feu aux bâtiments et aux champs acadiens pour éviter qu'ils ne puissent se ré-établir au même endroit. De plus, les familles sont séparées, ce qui détruit la base de la société acadienne. Entre le tiers et la moitié des déportés meurent ; les tempêtes en mer, le manque de nourriture et d'eau ainsi que les mauvaises conditions d'hygiène sur les bateaux en sont la principale cause. Les Acadiens déportés dans les Treize colonies doivent en plus faire face à l'hostilité de la population locale, qui n'avait pas été informée de leur arrivée.

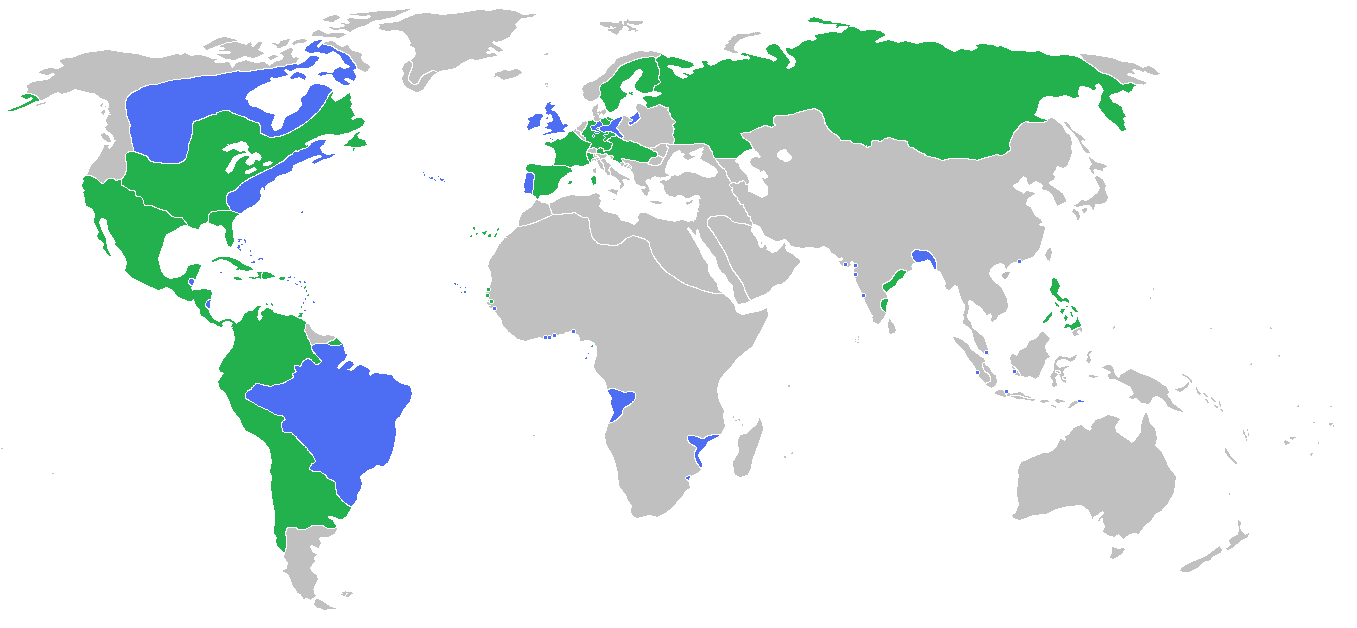
Parties impliquées lors de la guerre de Sept Ans. En bleu : Royaume-Uni et alliés, en vert : France et alliés.

## Nouvelle-Écosse

### Premiers colons britanniques
En 1758, lorsque la déportation est presque terminée, le gouverneur Lawrence offre des terres gratuitement aux anglophones de la Nouvelle-Angleterre et une annonce paraît dans la Boston Gazette, créant un intérêt vif. Vingt-cinq familles, surtout originaires de Providence, fondent Sackville, alors appelé Tantramar, en 1761. L'établissement prend rapidement de l'expansion et la première église baptiste du Canada est fondée en 1763 tandis que la deuxième église méthodiste est fondée à Pont-à-Buot en 1788. Le rapatriement des troupes du fort Cumberland (Beauséjour) à Halifax cause toutefois un déclin de la population.
Un groupe de colons du Massachusetts, guidés par le capitaine Francis Peabody, s'installe à Saint-Jean en 1762. La compagnie Simonds, Hazen & White est fondée l'année suivante lorsque les restrictions sur le commerce de la fourrure sont levées. La compagnie prospère rapidement, diverses usines, des carrières et un chantier naval sont construits et plusieurs autres marchands s'installent dans la ville tandis que les Acadiens sont utilisés comme main-d'œuvre. La livre du Massachusetts et le troc sont utilisés comme monnaie.
L'établissement de Peabody est fondé en 1762 par Francis Peabody et un groupe de Planters originaires du Massachusetts; l'établissement devait à l'origine être situé à Sainte-Anne-des-Pays-Bas, le site actuel de Fredericton, mais les Malécites d'Aukpaque s'y opposent. L'établissement de Maugerville prospère rapidement grâce à son sol fertile.
Le roi George III réserve ensuite toute nouvelle concession de terres aux militaires, et ce sans conditions, ce qui incite de nombreuses personnes, notamment Alexander McNutt, à réclamer des terres sans les coloniser. Un système seigneurial est ensuite instauré mais, comme celui de l'Acadie, se révèle être un échec à cause des seigneurs absents. Joshua Mauger défend d'ailleurs avec succès la cause des habitants de Peabody, à qui on reconnait le droit de rester sur place ; l'établissement est renommé Maugerville en son honneur. La première église protestante de la vallée y est construite en 1775 mais déplacée à Sheffield trois ans plus tard à la suite d'une dispute et reconstruite en 1840.
William Davidson et John Cort achètent en 1765 une vaste concession à l'embouchure de la rivière Miramichi sur le site de la ville éponyme, et fondent une entreprise faisant le commerce du bois, du poisson et de la fourrure. Ils construisent également des navires et vendent des mats à la marine britannique à partir de 1779, causant une dispute avec la Simonds, Hazen & White de Saint-Jean.
Des Allemands de Pennsylvanie rétablissent en 1765 l'établissement de Petitcoudiac, plus tard renommé Hillsborough. L'établissement est un succès et commence tôt à exporter du fromage et des pommes de terre. La population réussit également à réclamer des terres de propriétaires absents.
Le Gallois William Owen obtient la propriété de l'île Campobello en 1767. Il instaure un régime « quasi-féodal », fait travailler ses employés anglais pendant plusieurs années sans salaire et considère les habitants originaux de l'île, arrivés en 1766, comme des squatteurs. William Owen quitte l'île en 1771 et meurt en Inde en 1778. Plusieurs résidents décident de retourner en Angleterre mais meurent dans un naufrage. Le fils d'Owen hérite de l'île mais les immigrants de la Nouvelle-Angleterre deviennent rapidement majoritaires et l'île devient une destination touristique populaire, principalement chez les Américains.
En 1772, près de 1 000 immigrants du Yorkshire arrivent à Halifax, pour la plupart à destination de l'isthme de Chignectou.

### Retour des Acadiens
Les Acadiens ont le droit de revenir d'exil à partir de 1764, à condition qu'ils prêtent un serment d'allégeance et qu'ils s'établissent en petits groupes dispersés. Des Acadiens qui avaient réussi à se cacher refont surface[réf. nécessaire]. À partir de 1766, des Acadiens s'établissent dans la vallée du fleuve Saint-Jean, en amont de Maugerville, principalement à leur ancien village de Sainte-Anne-des-Pays-Bas, désormais Fredericton. Des établissements sont fondés ou repeuplés vers 1768, à Caraquet, Cocagne et dans la vallée de la rivière Petitcodiac, notamment à Memramcook. Les habitants de Cocagne sont les premiers à recevoir leur titre de propriété en 1772. Memramcook devient rapidement le principal établissement, d'où son surnom de « berceau de l'Acadie », les aboiteaux sont réparés et la première église est construite en 1780. Les Acadiens de la vallée du fleuve Saint-Jean sont quant à eux forcés de se déplacer au Madawaska à l'arrivée des Loyalistes; leur population est toutefois officiellement reconnue en 1787 et ils reçoivent des titres de propriété peu après. Les Acadiens de Memramcook doivent céder leur meilleures terres aux grand propriétaires terriens anglophones et doivent de plus payer un loyer. En 1803, il y a 3 700 Acadiens au Nouveau-Brunswick; à l'époque, c'est la Nouvelle-Écosse qui en compte plus.

Les régions et les principales localités acadiennes du Nouveau-Brunswick, de nos jours.

### Révolution américaine (1775-1783)

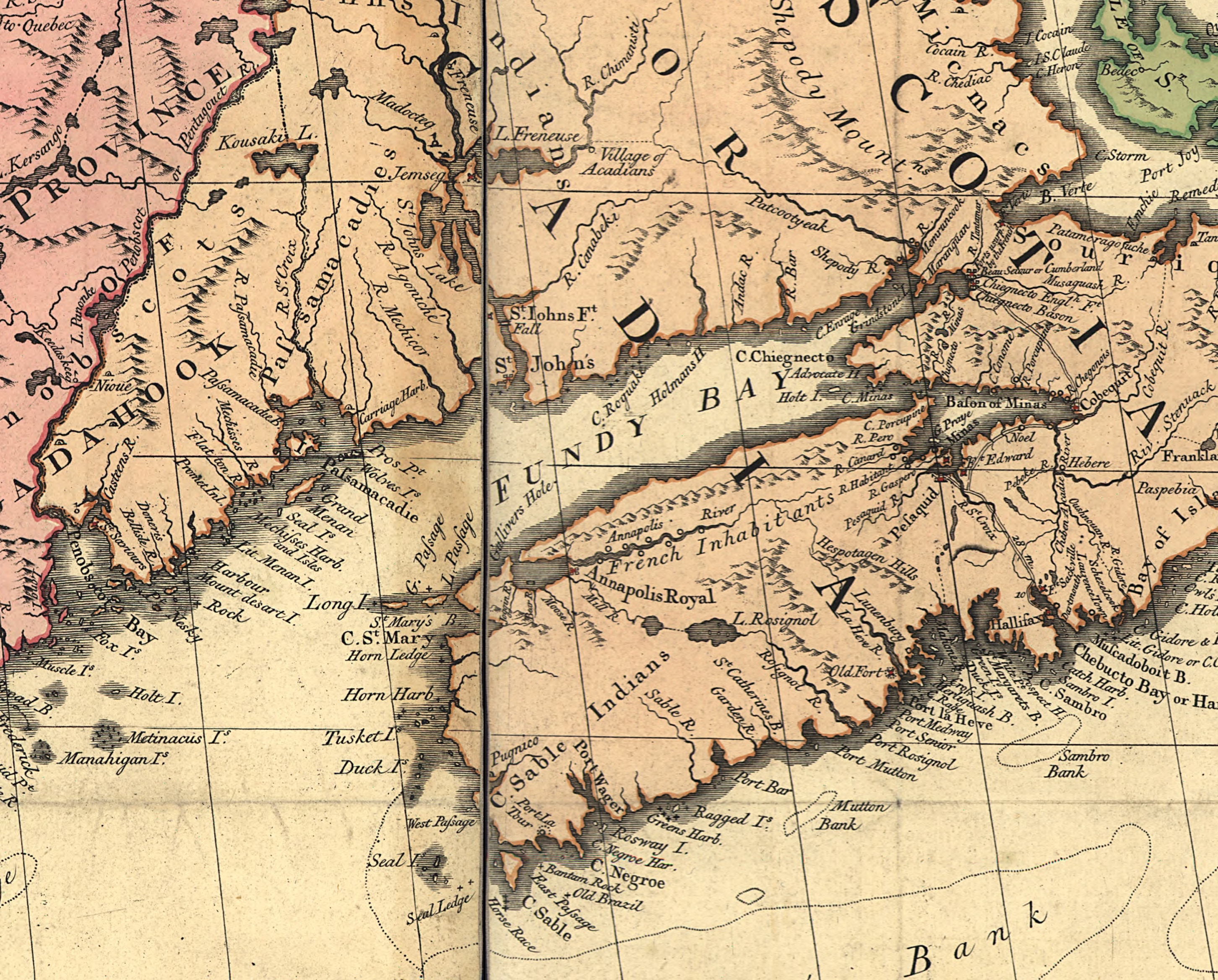
La Nouvelle-Écosse et le Maine sur la carte Mitchell, montrant la frontière jusqu'à la rivière Penobscot.

La Révolution américaine à un impact dans la région, la population continentale étant généralement en faveur des Américains. En 1775, des miliciens américains de Machias, au Maine, incendient le fort Frederick de Saint-Jean-Jean et capturent un navire britannique. L'année suivante, ils obtiennent l'allégeance de la population de la paroisse de Maugerville. Jonathan Eddy tente sans succès d'inciter George Washington à installer des troupes en Nouvelle-Écosse et forme donc un milice. La milice d'Eddy est repoussée par les Britanniques le 14 novembre 1776, lors de la bataille du fort Cumberland. Elle s'établit alors à Machias, où elle parvient à préserver la souveraineté américaine sur l'est du territoire. John Allan parvient quant à lui à rallier les Malécites à la cause américaine. En 1777, lors du siège de Saint-Jean, une expédition commandée par le major britannique Gilford Studholme pacifie à la fois les habitants de Maugerville et les Malécites; le fort Howe est construit à la fin de l'année. La population malécite se sépare en deux par la suite : un groupe fidèle au chef Ambroise Saint-Aubin et aux Américains se déplace à Machias tandis que le reste de la population, sous la gouverne du chef Pierre Tomah, souhaite la paix avec les Britanniques. Un traité de paix est signé le 24 septembre 1778. Les Micmacs font de même un an plus tard. En 1780, les Britanniques construisent le fort Hughes sur le site actuel d'Oromocto et des huttes le long de la route vers Québec, dans le but de la sécuriser face à la menace américaine. Le commerce est rétabli à la fin de la guerre et les William Davidson fonde Newcastle.

## Province loyaliste (1784-1866)

### Arrivée des Loyalistes
La défaite britannique lors de la Révolution américaine en 1783 cause un afflux de 12 000 Loyalistes à New York, où Guy Carleton affrète des navires pour les transporter en Nouvelle-Écosse. La majeure partie débarquent à Saint-Jean et fondent ensuite les localités de Kingston, Gagetown et Fredericton. Environ 1 000 se rendent au bord de la baie de Passamaquoddy, où ils fondent Saint-Andrews, et une poignée se rend sur l'isthme de Chignectou. Un autre groupe, composé de militaires, reçoit les terres fertiles et les îles en amont de Fredricton. Le gouverneur John Parr n'est pas préparé à leur arrivée et de nombreux Loyalistes passent l'hiver à Saint-Jean dans des conditions misérables en attendant de recevoir une terre. Quelques personnes meurent de froid et de faim à Fredericton. L'établissement de Saint-Andrews est quant à lui mieux préparé. De nombreuses terres appartenant à des propriétaires absents sont confisquées pour être redonnées aux Loyalistes.

### Subdivisions administratives

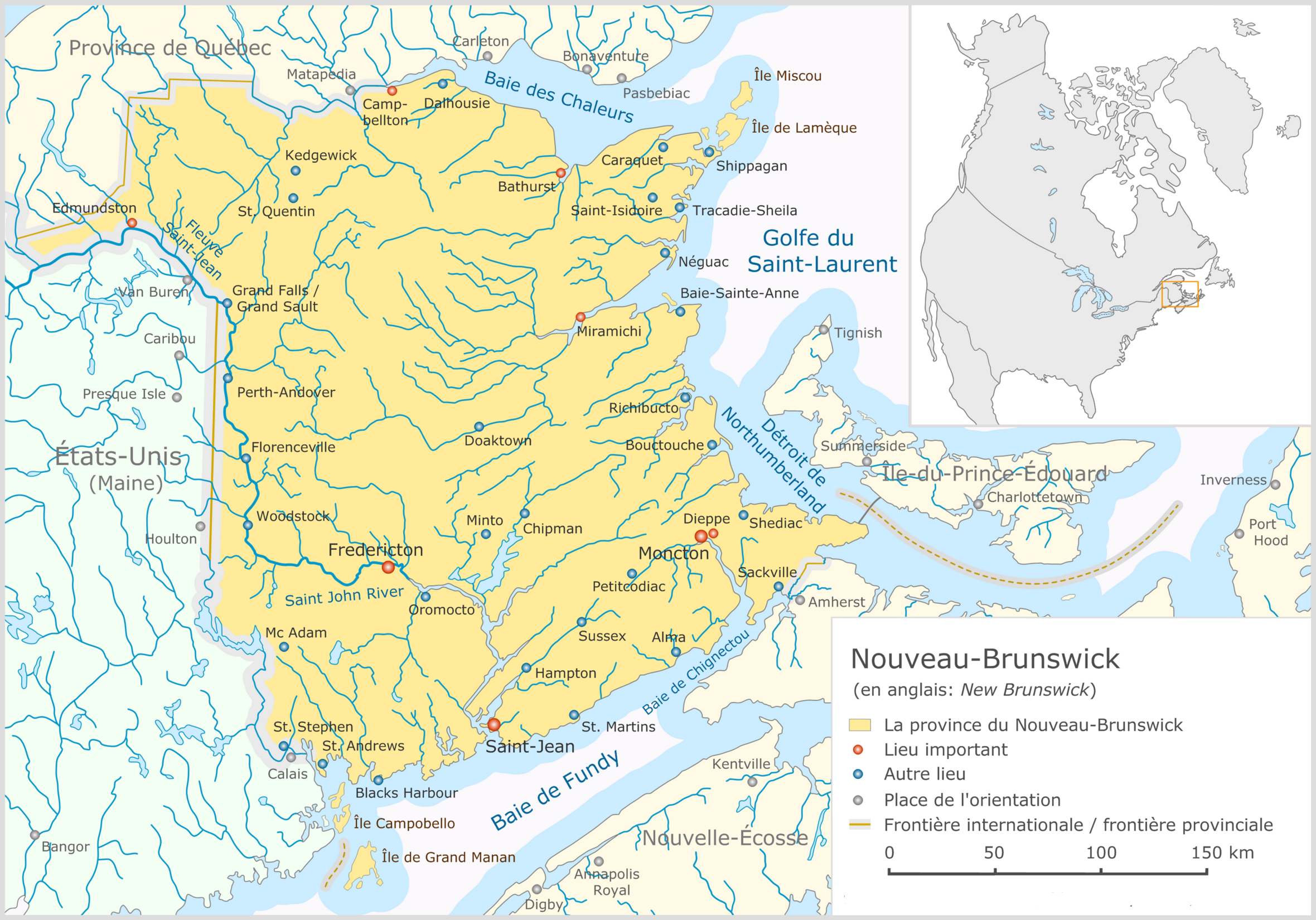
Le Nouveau-Brunswick de nos jours (les conflits territoriaux ne sont pas montrés).

Face à l'incompétence du gouverneur Parr, Londres décide de séparer la partie continentale de la Nouvelle-Écosse pour former la colonie du Nouveau-Brunswick. La décision prend officiellement effet le 16 août 1784 mais Thomas Carleton, le premier gouverneur, n'arrive qu'à la fin de l'année. Carleton souhaite implanter le gouvernement « le plus gentilhommesque sur terre ». La situation précaire de la population de Saint-Jean cause en fait de la désobéissance civile. La première élection provinciale a lieu en 1785. Seuls les hommes âgés de plus de 21 ans résidant dans la province ont le droit de vote; les Noirs et les Amérindiens n'ont pas le droit de voter, tandis que le vote des Acadiens est annulé dans le comté de Westmorland. À la suite de la fermeture d'une bureau de vote, une émeute éclate à Saint-Jean, sans toutefois parvenir à influencer le résultat du vote. La première session de la première législature a lieu le 3 janvier 1786 à Mallard House, à Saint-Jean. Les partis n'existent alors pas, les candidats affirmant seulement leur soutien au « gouvernement » ou à l'« opposition ». De toute façon, c'est Thomas Carleton et son conseil législatif qui détiennent réellement le pouvoir.
Le Nouveau-Brunswick est formé en 1784 à partir du comté de Sunbury de la Nouvelle-Écosse ainsi qu'une portion du comté de Cumberland.
La province est subdivisée en huit comtés en 1785 – – qui sont à leur tour subdivisés en 34 paroisses civiles, dont le nombre atteint cent en 1851. La croissance de certaines régions de la province pousse d'ailleurs à la création de nouveaux comtés. Les comtés de Kent et de Gloucester sont séparés du comté de Northumberland en 1827, le comté de Carleton est érigé dans une partie du comté d'York en 1832, le comté de Restigouche est séparé du comté de Gloucester en 1837, le comté de Victoria est formé du nord du comté de Carleton en 1845, le comté d'Albert est séparé du comté de Westmorland en 1846 et le comté de Madawaska est créé en 1873.
Le système des comtés est généralement un échec. Les comtés n'ont pas le droit de collecter d'impôt, le gouvernement provincial s'arroge le pouvoir de nommer les magistrats et ces administrations ne servent en fait qu'à organiser des élections locales et maintenir l'ordre.

### Situation des Noirs et des esclaves

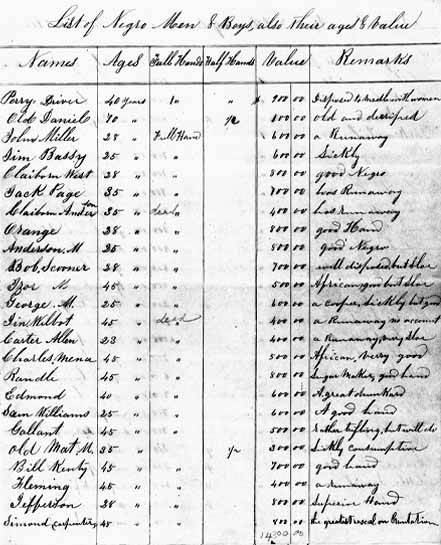
Une page du Book of Negroes, répertoriant tous les Loyalistes noirs ayant quitté New York en 1783.

L'esclavage des Noirs et des Amérindiens existait à l'époque de la Nouvelle-France et la conquête britannique n'y change rien. Plusieurs des Loyalistes emportent avec eux leur esclaves, les Loyalistes noirs; la ville de Saint-Jean compte à un moment donné plus de 1 000 esclaves et plus de 200 Noirs affranchis. Le Nouveau-Brunswick échappe au mouvement abolitionniste que connaît alors le Royaume-Uni et seule la communauté de Beaver Harbour interdit la possession d'esclaves. En fait, aucune loi ne reconnait l'esclavage mais rien n'est fait pour changer la situation et les Noirs, même affranchis, ne peuvent pas faire de commerce à Saint-Jean, en plus de ne pas pouvoir voter. Face à ces difficultés, Thomas Peters organise en 1792 un exode de 1 196 Noirs du Nouveau-Brunswick et de la Nouvelle-Écosse vers la Sierra Leone.
La situation change en 1800 lorsque l'esclave Nancy Morton s'oppose à sa vente à Caleb Jones. Elle perd le procès mais le juge Isaac Allen libère alors ses esclaves. Stair Agnew, le propriétaire original de Nancy Morton, le provoque en duel, de même que Samuel Denny Street provoque John Murray Bliss. Une fusillade a ensuite lieu, sans faire de mort mais conduisant Bliss à demander pardon à Street. Ces événements ont comme conséquence de rendre la possession d'esclave non désirable, alors que plusieurs autres procès donnent raison aux esclaves.
Un deuxième groupe de 371 réfugiés noirs arrive en 1815 à bord du Regulus, en provenance des États-Unis. Ils ne reçoivent aucune aide matérielle ou monétaire, contrairement aux colons Blanc, et obtiennent des permis d'établissement, et non des concessions, deux fois plus petites que celles données aux Blancs, sur des terres peu fertiles près de Loch Lomond, seulement après avoir organisé une pétition et obtenu le soutien du juge Ward Chipman. De nombreux Noirs sont incapables de payer les frais et errent à Saint-Jean alors que leurs terres sont données à des blancs.
Il n'y a officiellement plus d'esclaves en 1822 et l'esclavage est aboli en 1834. Les Noirs restent généralement pauvre et leur population baisse au cours du XIXe siècle.

### Politique

Carte illustrant la dispute territoriale lors de la guerre d'Aroostook.

Pour des raisons défensives, la capitale est déplacée de Saint-Jean à Sainte-Anne-des-Pays-Bas, désormais Fredericton, en 1785. La résidence officielle, Mansion House, est construite l'année suivante. Mansion House est détruite dans un incendie en 1825. La résidence du Gouverneur est construite à sa place en 1828. La British American Coffee House joue un rôle de premier plan dans la ville, abritant les premières sessions de l'Assemblée législative, jusqu'à sa démolition en 1961 pour laisser place à la Playhouse. Fredericton connait une lente croissance durant les premières cinquante années.
En guise de consolation, le gouverneur Carleton constitue Saint-Jean en municipalité en 1785. Ward Chipman écrit l'ébauche des premiers règlements en se basant sur la charte de New York.

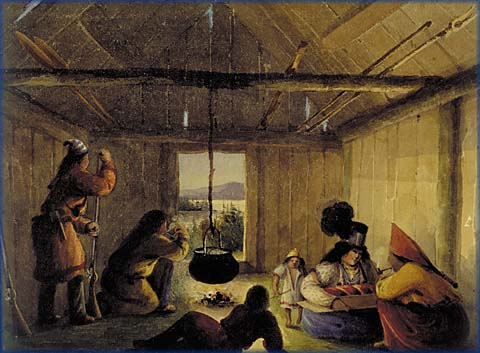
L'intérieur d'une cabane malécite en 1850, par Robert Petley.

En 1786, deux Loyalistes tuent un Malécite près de Fredericton. Plusieurs Malécites campent ensuite dans la ville pour s'assurer de la tenue d'un procès équitable, alors que les Loyalistes souhaitent que la loi ne soit pas appliquée dans ce cas. Lors du premier procès pour meurtre de la province, l'avocat de la couronne Ward Chipman parvient à faire appliquer la loi, l'un des Loyalistes étant pendu et l'autre pardonné.
L'Écossais James Glenie s'établit à Maugerville en 1787, où il fait le commerce de mâts, et s'oppose rapidement aux pouvoirs de Thomas Carleton et de son conseil exécutif; Carleton avait nui à sa carrière militaire lors d'un procès en 1779. Glenie se lie d'amitié avec John Wentworth, qui le nomme au poste d'inspecteur général, l'aidant dans son commerce. Glennie est élu député en 1789 et forme une coalition en 1794 pour dénoncer la concentration des pouvoirs aux mains du conseil exécutif. Le gouvernement ne fonctionne plus à la suite de l'adoption de la Loi dérogatoire (Derogatory Bill) en 1795, qui transfère des pouvoirs à l'Assemblée législative, comme cela s'est fait au Royaume-Uni. La population ne soutient toutefois pas la coalition et seul Glenie est réélu en 1802. Thomas Carleton s'exile toutefois l'année suivante, tout en conservant son poste jusqu'en 1817.
Le traité de Paris, signé en 1783, désigne la frontière ouest comme étant à la rivière Sainte-Croix mais, les noms français n'étant plus utilisés par la suite, l'emplacement de la rivière est débattu, une ambiguïté que le traité de Londres, signé en 1795, lève à peine. Une commission bipartite est créée la même année pour cette raison, avec Ward Chipman comme représentant de la province. Ce dernier est persuadé que la rivière Schoodiac est en fait la rivière Sainte-Croix, contrairement aux Américains qui penchent pour la rivière Magaguadavic. En 1796, Robert Pagan et Thomas Wright font des fouilles sur l'île Dochet, prouvant que ses ruines sont celles de l'habitation fondée par Pierre Dugua de Mons en 1604 et donc que la rivière Schoodiac est réellement la rivière Sainte-Croix. L'emplacement exact de l'embouchure est aussi déterminé, accordant donc automatiquement des îles comme Grand Manan et Campobello au Nouveau-Brunswick. La source est quant à elle découverte en 1797 par Samuel Titcomb et John Harris en 1797, et marquée par un monument.
Grâce à Robert Pagan, la ville de Saint-Andrews prospère jusqu'aux années 1820 mais est rapidement dépassée par Saint-Stephen et surtout Saint-Jean,.
Plusieurs observateurs des années 1810, dont Joseh Gubbins et Joseph-Octave Plessis, sont désappointés par l'état de « barbarie » des habitants, qu'ils ne trouvent pas assez pieux et manquant de respect à la noblesse aux riches, et par la société relativement égalitaire mais se montrent aussi surpris par le faible nombre de personnes vivant dans la pauvreté extrême et par la générosité de la population,,.
Le fort Tiperrary est construit à Saint-Andrews en 1808 mais le déclenchement de la guerre de 1812 force l'ajout de blockhaus et la construction de la tour Carleton à Saint-Jean. La population de la Nouvelle-Angleterre et du Nouveau-Brunswick reste relativement neutre et poursuit le commerce. Certains marins répondent toutefois à l'offre des Britanniques en se faisant corsaires. Le 104e régiment, qui avait été reformé vers 1810, envoie 600 de ses hommes en renfort à Kingston; leur marche de 604 km de Fredericton à Québec dans la neige est considérée comme l'un des événements les plus remarquables de l'histoire militaire du Canada,. Les Britanniques capturent la côte américaine jusqu'à la rivière Penobscot en 1814 mais le traité de Gand signé l'année même retourne toutefois ce territoire aux Américains. Une commission de 1817 accorde toutefois les îles Moose, Dudley et Frederic aux États-Unis.
La Bank of New Brunswick est fondée en 1820 à Saint-Jean et obtient un monopole provincial. Malgré l'opposition de plusieurs marchands, le veto n'est levé qu'en 1834, lors de la fondation de la Commercial Bank.
La Free Meeting House de Moncton est fondée en 1821.
Les écoles amérindiennes de la New England Company sont fermées après la publication en 1826 d'un rapport accablant faisant état d'une mauvaise utilisation des fonds; l'éducation de piètre qualité, l'esclavage et les agressions sexuelles ne figurent pourtant pas dans les raisons de la fermeture,.
Wilford Fisher, surnommé l'empereur de Grand Manan, tente par tous les moyens de contrôler l'île. Seul le curé John Dunn s'oppose ouvertement à son pouvoir mais l'église est incendiée en 1829. William Fisher est acquitté mais John Dunn est rapatrié et un état d'anarchie sévit dans l'île durant dix ans, contre lequel le gouvernement ne fait rien; cela contribue à la montée de l'évangélisme et du mouvement de tempérance.

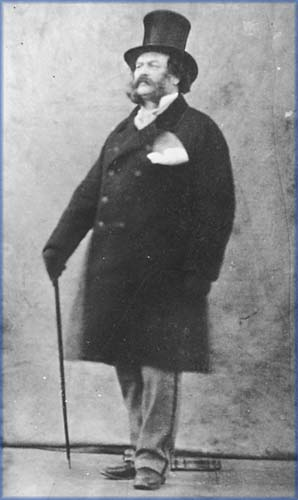
Moses Perley.

En 1841, le gouvernement charge Moses Perley d'enquêter sur la situation des Amérindiens; il remet son rapport en 1844, où il propose de préserver les terres amérindiennes et d'en permettre la vente uniquement si elle favorise les communautés, le tout dans le but de permettre leur épanouissement et d'en finir avec les conditions de vie misérables,. Son rapport inspire la Loi sur les indiens mais il s'indigne que rien n'est fait pour régler le principal problème, celui de l'occupation illégale par les Blancs. Moses Perley est toutefois nommé Wunjeet Sagamore – chef des Malécites et Micmacs – pour ses efforts.
L'université Mount Allison est fondée en 1843 à Sackville par Charles Allison.
Une expédition, avec à sa tête James Alexander, est lancée en 1844 afin de tracer un chemin militaire entre Moncton et Grand-Sault via Boiestown; le projet est abandonné peu de temps après à cause de l'attrait du chemin de fer et seul le chemin Mountain en subsiste.
L'un des politiciens influents des années 1840 à 1860 est William Henry Steeves, l'un des pères de la Confédération.

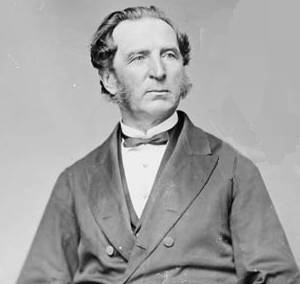
Charles Fisher.

Durant les années 1840, un groupe de politiciens, généralement nés dans la province et d'origine modeste, se rallient sous la gouverne de Charles Fisher et s'opposent au Family Compact, des gentilshommes loyalistes dirigeant la province; ils en retirent le surnom de Smashers. Lors de la « conspiration de Barker House » à Fredericton en 1854, les Smashers forment un parti qui est à l'origine de l'association libérale du Nouveau-Brunswick, jetant les bases du système multipartite de la province. Les Smashers renversent le Family Compact la même année et Charles Fisher devient premier ministre, secondé par Albert Smith, William Henry Steeves, Leonard Tilley, William Ritchie, James Brown et John Mercer Johnson. Le parti s'attaque aux pouvoirs de l'Église d'Angleterre et du King's College mais leur projet de prohibition leur fait perdre l'élection de 1856. Les Smashers sont toutefois réélus en 1857; ils introduisent le vote secret et font disparaître les derniers vestiges des pouvoirs du Family Compact.

### Arrivée des Irlandais et violences religieuses

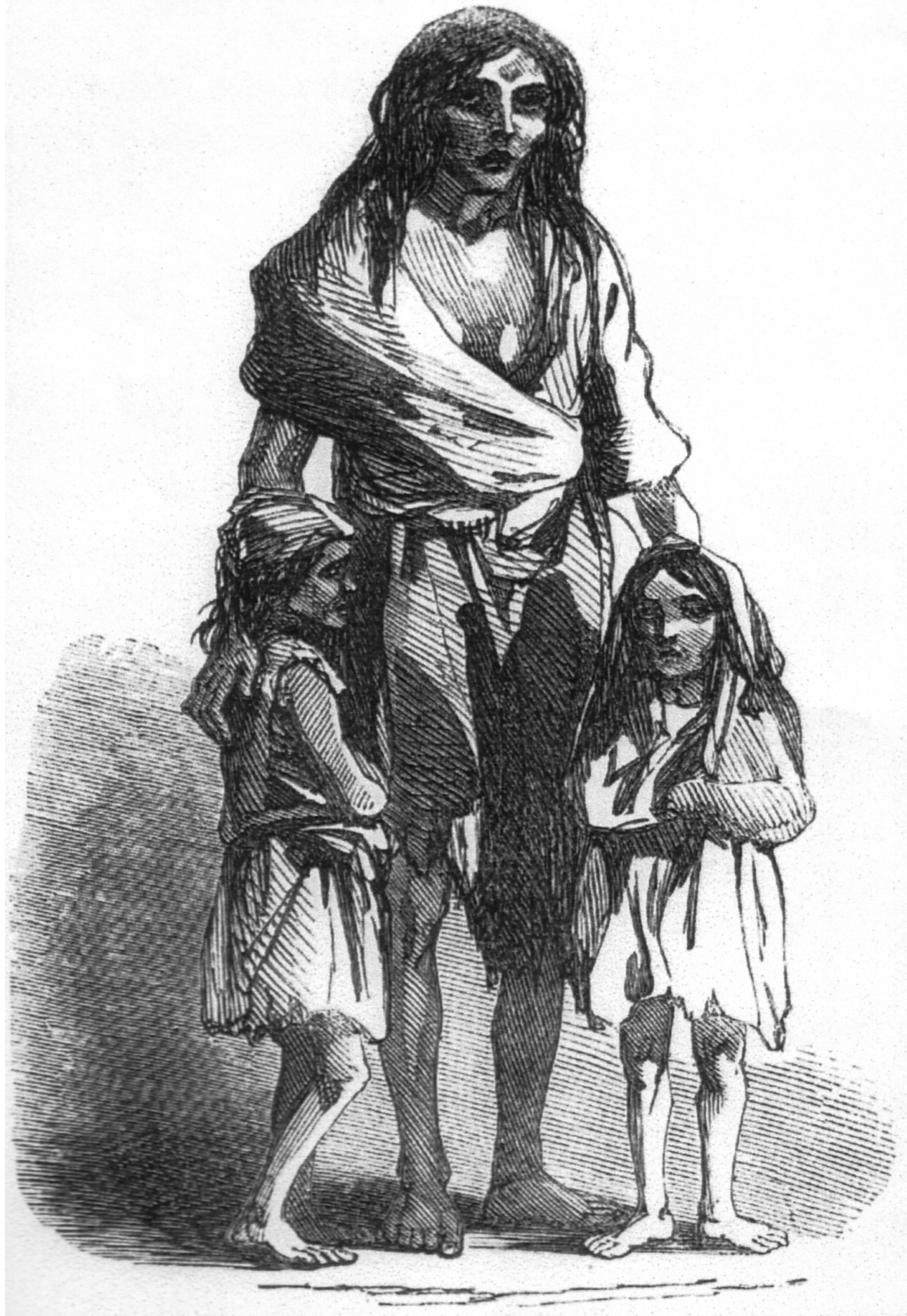
Bridget O'Donnel avec ses deux enfants, qui subirent la Grande famine irlandaise. Image publiée dans lIllustrated London News le 22 décembre 1849.

L'île Partridge, à Saint-Jean, l'une des plus grandes stations de quarantaine du continent, est établie en 1785. L'île Middle de Chatham accueille aussi de nombreux immigrants et leur nombre augmente à la suite de la Grande famine en Irlande. Dans la seule année 1847, près de 6 000 réfugiés arrivent à Saint-Jean mais 2 000 meurent de maladies, de même que le médecin James Patrick Collins. La même année, plus de 100 Irlandais meurent de typhus à bord du Looshtauk et les survivants sont forcés d'arrêter à l'île Middle. Le docteur Vondy parvient à sauver une partie des survivants malgré le manque de moyens et de soutien de la communauté mais meurt lui-même plus tard dans l'année.
Un grand nombre de ces Irlandais décident de s'établir ailleurs que dans les villes portuaires, notamment à Woodstock et Fredericton. L'arrivée de catholiques déplait à plusieurs protestants, favorisant l'expansion de l'ordre d'Orange. La province compte ainsi 38 loges orangiste en 1846 et de nombreux membres dont le politicien Charles Connell. Des émeutes de nature religieuses ont lieu à Saint-Jean en 1837 et en 1842. Le 12 juillet 1847, jour de commémoration de la bataille de la Boyne, une émeute éclate entre des Irlandais catholiques et des Orangistes, faisant dix morts du côté des catholiques, malgré l'intervention de l'armée britannique. Des émeutes de moindre ampleur ont lieu le même jour à Fredericton et Saint-Jean. Seuls des Irlandais sont poursuivis et accusés dans cette affaire; douze autres loges orangistes comptant 1 200 membres sont fondées en une seule année. Une autre émeute a lieu à Saint-Jean en 1847 mais la plus importante s'y déroule le 12 juillet 1849. Une marche orangiste traversant les quartiers catholiques de la ville est confrontée à des catholiques irlandais. Le maire Robert Wilmot soutient les orangistes et est blessé par des catholiques. L'armée britannique intercepte les émeutiers dans le quartier de York Point mais une bataille se déclenche, impliquant plus de 1 000 personnes et causant au moins 12 morts. Les orangistes sont blâmés pour une première fois durant le procès qui s'ensuit mais seuls les Irlandais sont accusés. L'ordre d'Orange réduit l'ampleur de ses manifestations durant les décennies suivantes mais sa reconnaissance par l'Assemblée législative en 1875 lui donne une certaine notoriété, qu'elle conserve jusque dans la première moitié du XXe siècle. Les Irlandais deviennent quant à eux le groupe ethnique majoritaire à Saint-Jean avant la fin du XIXe siècle.

## De la Confédération canadienne à la Seconde Guerre mondiale (1867-1959)

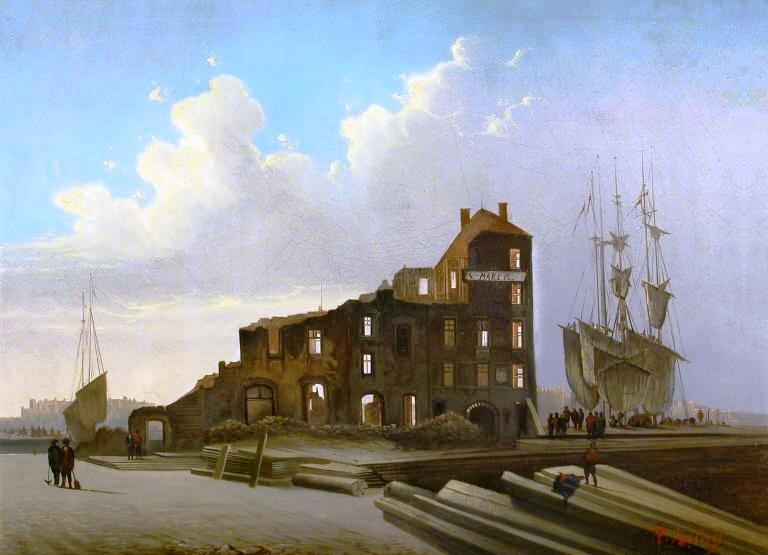
Dégâts causés par un incendie à Saint John, N.-B., 1877, par R. Silroy.

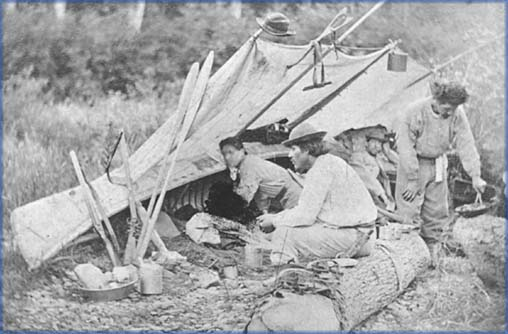
Un camp malécite à Tobique en 1865, par George Taylor.

En 1875, seuls trois comtés – Carleton, Sunbury et York – sont constitués en municipalités mais la Loi sur les municipalités force la constitution des autres comtés deux ans plus tard. Cette loi permet notamment aux administrations locales de collecter des taxes, en plus de constituer les premières villes et villages.
En 1907, le meurtre du presbytère de New Ireland, dans la paroisse d'Alma, mène à la seule pendaison du comté d'Albert et à la lente agonie de cette communauté,.
Le fleuve Ristigouche devient une destination prisée des riches américains pour la pêche au Saumon atlantique. Ceux-ci défendent leur droit de pêche ripariens, reconnus depuis 1802, mais, à la suggestion de Harry Chestnut, quatre kilomètres de berges sont réservés au public en 1918.
Le médecin William Roberts, élu en 1917, parvient l'année suivante à convaincre le gouvernement de créer le ministère de la Santé afin de combattre l'épidémie de grippe espagnole. Cette initiative, de même que l'obligation de vacciner les enfants contre la variole, sont des succès mais son projet d'obliger l'emballage du pain et l'embouteillage du lait dans des bouteilles de verre sèment l'opposition alors que sa loi sur la pasteurisation lui coûte son poste en 1925; cette pratique se répand toutefois dans le reste du continent.
Malgré le soutien du premier ministre Henry Robert Emmerson, les suffragettes n'arrivent pas à obtenir le droit de vote des femmes et le mouvement s'essouffle au tournant du XXe siècle. Le droit de vote des femmes est finalement établi en 1919. Edna Steel n'est élue conseillère municipale à Saint-Jean qu'en 1948.

## Du programme «Chances égales» à nos jours (1960 -)

### Ère Robichaud

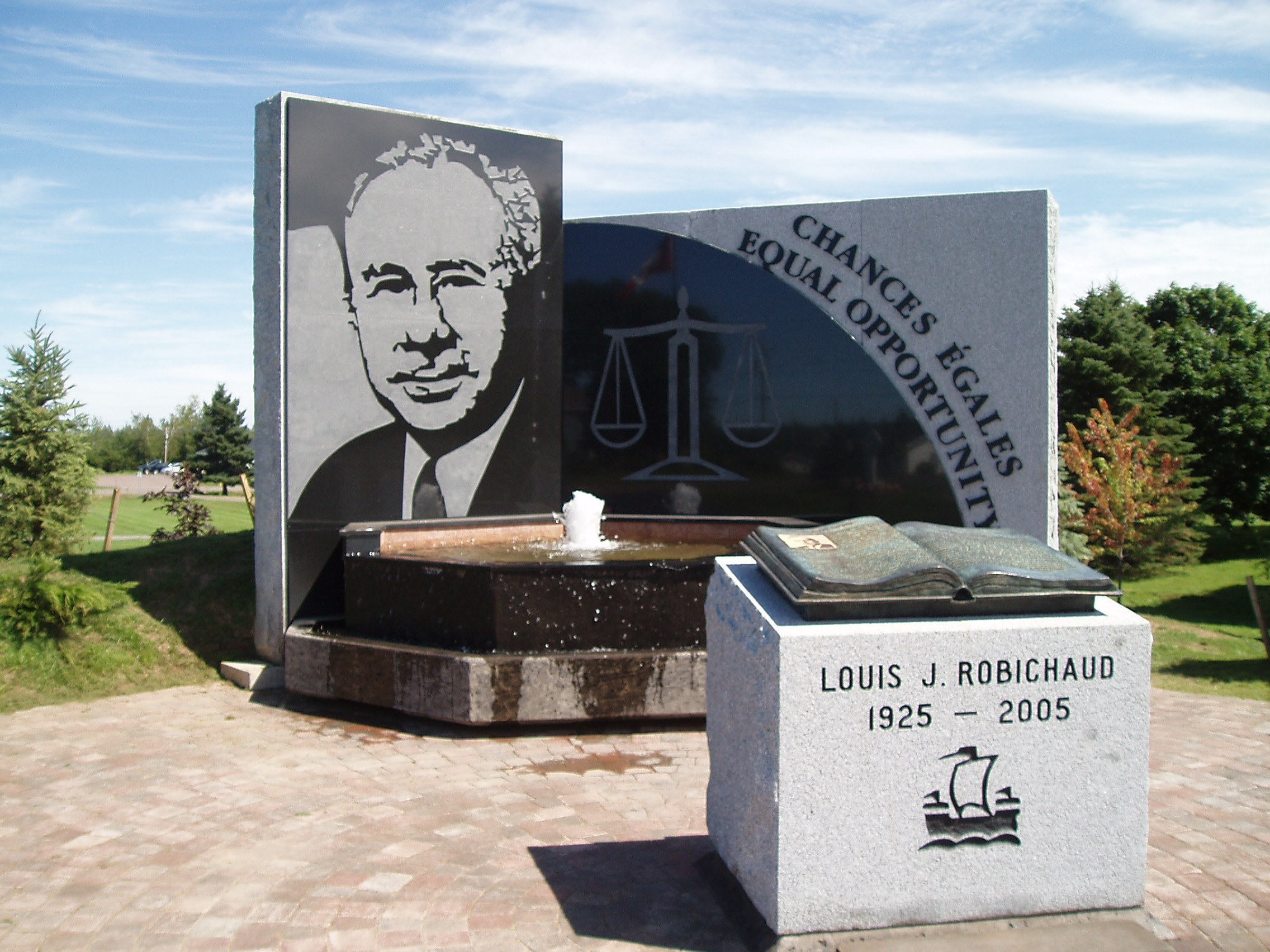
Monument dédié à Louis Robichaud.

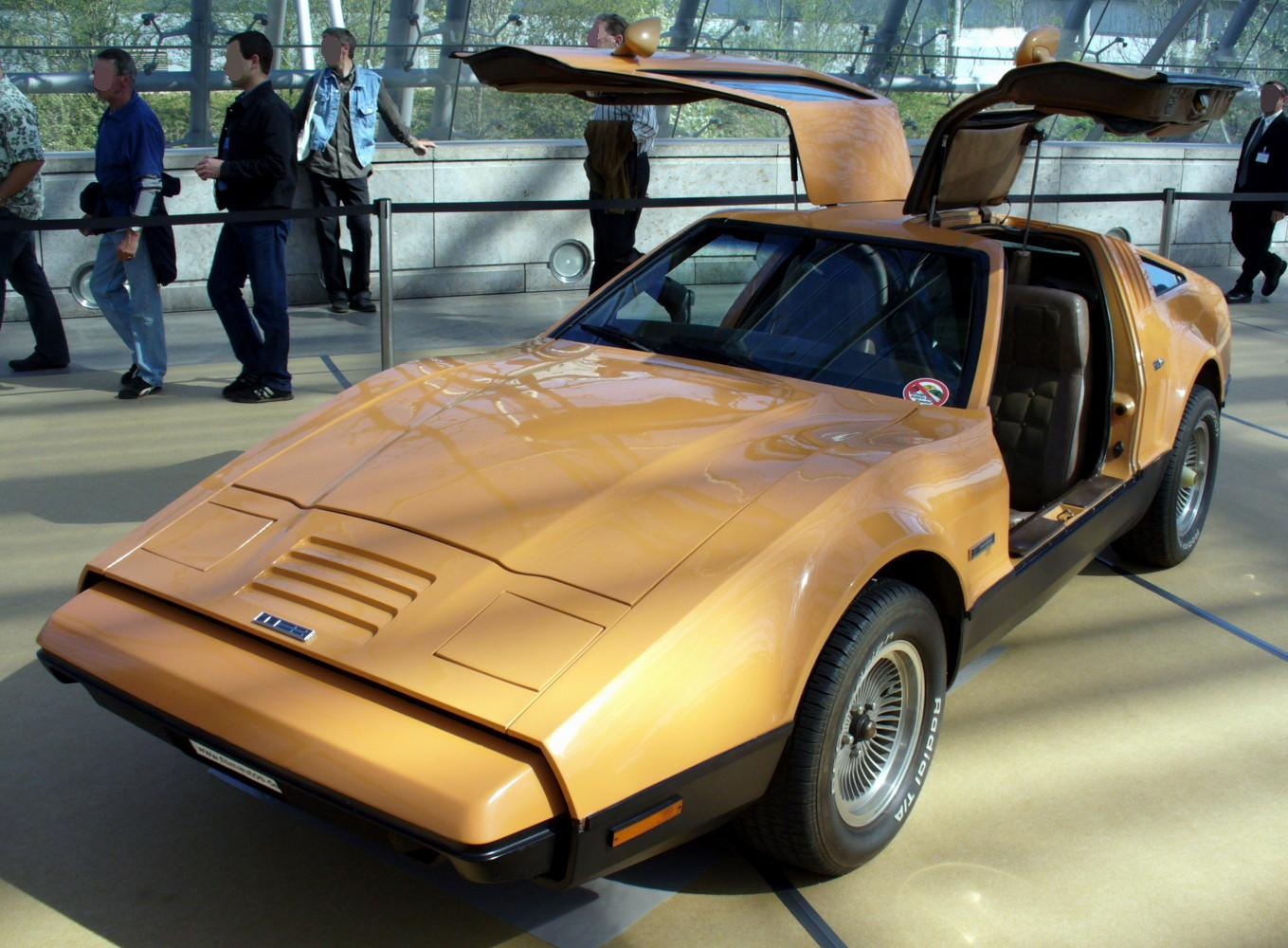
Une Bricklin SV-1.

Louis Robichaud, élu en 1960, reste la principale personnalité politique acadienne du XXe siècle. Sa politique n'est pas basée sur le nationalisme acadien. Ses réformes ne sont pas toutes populaires et ne sont pas toutes des réussites mais certaines sont les plus progressistes et les plus controversées de l'histoire de la province[réf. souhaitée]. La plus audacieuse consiste à complètement revoir l'organisation des municipalités, de la santé, de l'éducation et de la justice dans le but de diminuer les écarts socioéconomiques existants entre les différents comtés ; ce programme est plus connu sous le nom de Chances égales. Il adopte aussi, entre autres, la Loi sur les langues officielles en 1969. Le gouvernement fédéral adopte lui aussi une Loi sur les langues officielles la même année.
Le parc national de Kouchibouguac est créé en 1969 mais l'expropriation de ses résidents cause deux émeutes en 1979[réf. nécessaire].

### Ère Hatfield
Louis Robichaud déclenche une élection anticipée en 1970, vraisemblablement satisfait de ses réalisations et fatigué d'être premier ministre[réf. nécessaire]. Contre toute attente, le progressiste conservateur Richard Hatfield présente son programme deux jours avant les libéraux, forçant ceux-ci à réécrire le leur et à publier des pages publicitaires vides dans les journaux, et gagne en popularité durant la campagne favorisé par son habileté dans les deux langues officielles[réf. nécessaire]. Les libéraux remporte une mince majorité des voix mais ce sont les progressistes conservateurs qui l'emporte en nombre de sièges ; les néo-démocrates font campagne pour la première fois mais n'emportent pas de siège.
Le parti de Richard Hatfield souffre du scandale de la Bricklin SV-1, d'autres politiques et de la popularité du chef libéral Robert Higgins mais gagne en popularité chez les Acadiens[réf. nécessaire]. Il remporte d'ailleurs 32 sièges sur 58 lors de l'élection de 1974.
Robert Higgins profite des scandales entourant les conservateurs pour défier de démissionner si Richard Hatfield prouve qu'il n'y est pas lié; il est forcé de démissionner quand Hatfield répond à sa demande et Joseph Daigle devient le nouveau chef libéral[réf. nécessaire]. Richard Hatfield profite de cette situation pour déclencher l'élection de 1978[réf. nécessaire] mais remporte seulement une très faible majorité, 30 sièges sur 58. Le Parti acadien obtient son meilleur résultat dans certaines circonscriptions, 12 %, et passe à 200 voix de faire élire un député dans Restigouche-Ouest[réf. nécessaire]. C'est la première fois que le scrutin uninominal majoritaire à un tour est utilisé[réf. nécessaire].
En 1982, le parti libéral est affaibli par quatre courses à la chefferies en quatre ans et mène une campagne sans intérêt[réf. nécessaire]. Les progressistes-conservateurs de Richard Hatfield mènent deux campagnes distinctes, l'une en français et l'autre en anglais, et parfois contradictoires[réf. nécessaire]. Son attitude d'ouverture envers les Acadiens[réf. nécessaire] lui assure une majorité de 39 sièges sur 58. Le Parti acadien disparaît par la suite, victimes de dissensions internes et des politiques conciliatrices de Hatfield, qui calquent certaines de ses promesses.

### Ère McKenna

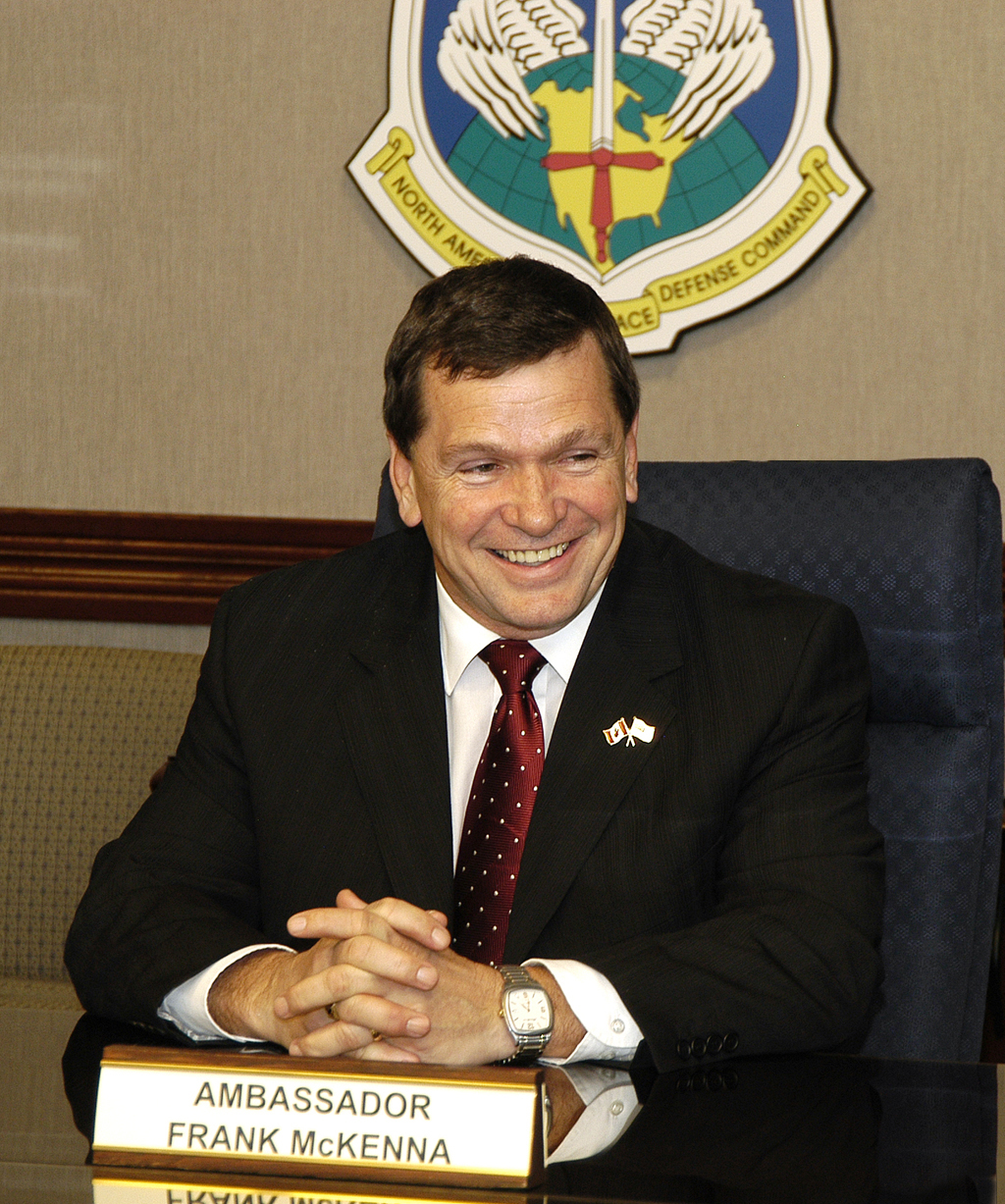
Frank McKenna.

La popularité de Richard Hatfield baisse à cause des scandales dont il est l'objet – consommation de drogues illicites, homosexualité et dépenses extravagantes – et il retarde l'élection jusqu'à la limite permise par la constitution, soit le 13 octobre 1987. Les libéraux de Frank McKenna, profitant d'une bonne campagne et de ces scandales[réf. nécessaire], remportent alors tous les sièges de l'Assemblée législative, mettant fin au plus long gouvernement provincial de l'histoire canadienne, soit 17 ans.
Afin de dissiper les craintes, McKenna prend plusieurs mesures pour que l'opposition puisse continuer à exister, en leur permettant notamment de faire part de leur opinion lors des sessions de l'Assemblée législative. Ces partis préfèrent en fait se faire entendre par l'entremise des médias. Elizabeth Weir, cheffe du Nouveau Parti démocratique du Nouveau-Brunswick, gagne une réputation de fermeté dans la défense de ses idées et par ses talents d'oratrice. Le parti Confederation of Regions (COR) naît quant à lui de la défaite conservatrice en 1987 et de la méfiance des régions anglophones pour la politique d'ouverture de Hatfield en faveur des Acadiens; le parti est en fait fréquemment qualifié d'anti-acadien et souhaite notamment la séparation de la province en deux régions linguistiques et l'abrogation de la Loi sur les langues officielles[réf. nécessaire].
Après les échecs de l'Accord du lac Meech et de l'Accord de Charlottetown, Frank McKenna prend des positions fermes sur les questions nationales. Frank McKenna impose plusieurs compressions budgétaires, comme ailleurs au Canada, tout en vantant la province aux investisseurs étrangers. Il essaie également de réduire la dépendance de la province envers les transferts de fonds fédéraux en tentant de diversifier l'économie, sans réel succès. La centralisation de la fonction publique réduit la place de la communauté acadienne.
En 1991, Frank McKenna sollicite un deuxième mandat mais tous les partis sont considérés comme ayant des chances d'emporter plusieurs sièges[réf. nécessaire]. Les libéraux restent majoritaires avec 46 sièges mais le COR parvient à faire élire 8 députés, les progressistes-conservateurs 3 et les néo-démocrates 1.
La popularité de Frank McKenna et les problèmes internes du COR donnent un troisième mandat fort aux libéraux en 1995[réf. nécessaire]; les circonscriptions électorales avaient été redessinées en 1994. La fermeture d'écoles rurales entraîne les émeutes de Saint-Sauveur et Saint-Simon en 1997. McKenna démissionne la même année, respectant sa promesse de rester seulement 10 ans.

### L'après-McKenna
Deux acadiens, le progressiste-conservateur Bernard Lord et le libéral Camille Thériault, s'affronte en 1999 et les premiers gagnent l'élection avec la plus forte majorité de leur histoire; la plateforme « 200 jours de changement » et le manque de popularité de Camille Thériault n'y sont pas étrangère.[réf. nécessaire] Les analystes prédisent un raz-de-marée des progressiste-conservateurs de Bernard Lord en 2003 mais la campagne du libéral Shawn Graham, centrée sur la colère entourant les primes d'assurance automobile, lui fait perdre près de la moitié des circonscriptions[réf. nécessaire].

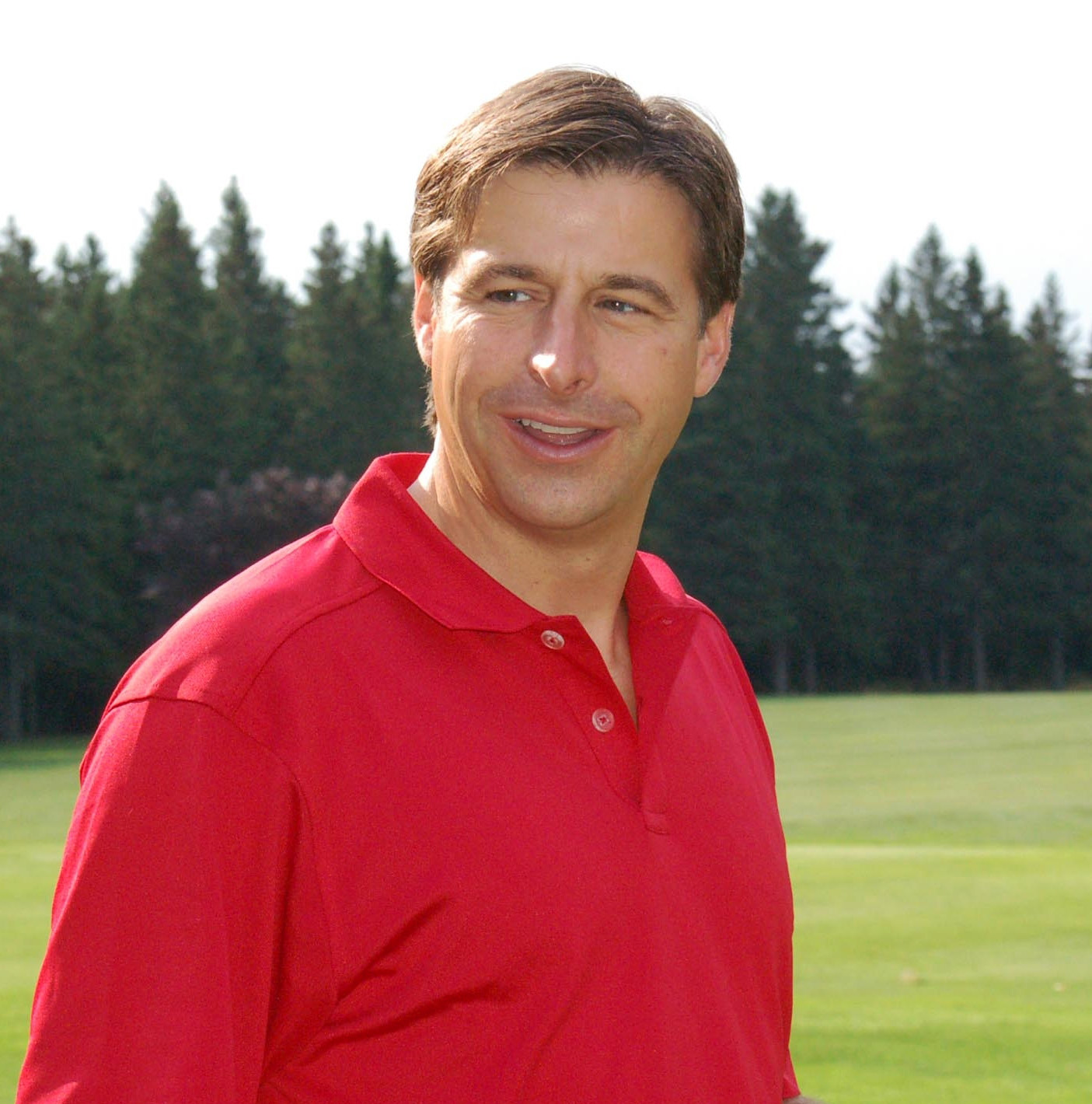
Shawn Graham.

Le recensement de 2001 prouve une majorité de francophone à Bathurst – causée par une désertion d'anglophones – ce qui provoque une crise menant à l'adoption d'un nouvel article de la Loi sur les municipalités obligeant les cités et toutes municipalités ayant au moins 20 % d'anglophones ou de francophones à être officiellement bilingue. L’Anglo Society of New brunswick, un groupe d'extrême droite anglophone, est également créé la même année.
La campagne électorale de 2006 est considérée comme terne et les plateformes des partis se ressemblent beaucoup[réf. nécessaire]; les libéraux de Shawn Graham l'emportent malgré leur seconde place en termes de pourcentage. Shawn Garham a pour projet de rendre la province auto-suffisante financièrement avant 2026 mais ses politiques sont généralement impopulaires, en particulier le projet de vente d'Énergie NB à Hydro-Québec, la réforme des régies de la santé et la réforme du programme d'immersion française.
Le mécontentement causé par les réformes de Shawn Graham favorisent le raz-de-marée des progressistes-conservateurs de David Alward en 2010; c'est la première fois dans l'histoire provinciale qu'un gouvernement n'est pas réélu. Les tiers partis sont sur une lancée, les néo-démocrates de Roger Duguay sont crédités de 22 % des intentions de vote en 2009 et l'Alliance des gens du Nouveau-Brunswick fait son apparition mais ni ces partis ni les verts de Jack MacDougall ne parviennent pas à faire élire de députés. C'est également la première des élections à date fixe, qui ont désormais lieu aux quatre ans le troisième lundi d'octobre. David Alward hérite d'une dette publique de 8,3 milliards $ dont 3 milliards $ laissés par le gouvernement de Shawn Graham.
L'adoption du Government of Ireland Act 1920 ranime les tensions entre les orangistes protestants et les Irlandais catholiques. En décembre 1920, une apparition publique à Moncton du président de l’Irish Self-determination League of Canada, Lindsay Crawford, cause presque une émeute.
Le goût de l'authenticité permet à des personnes comme Grace Helen Mowat à Saint-Andrews de faire revivre l'artisanat local durant les années 1910. C'est toutefois La Grande Dépression des années 1930 qui incite de nombreux artisans; les Tisserands du Madawaska connaissent alors un succès continental.
L'industrie aérienne se développe durant les années 1920 et la base pour les hydravions postaux faisant la liaison entre le Canada et l'Europe est implantée à Shédiac en 1939. Les avions remplacent toutefois petit à petit les hydravions et Moncton est alors choisie comme plaque tournante par l'Aviation royale du Canada et Trans-Canada Airlines. La base aérienne surpasse Halifax comme principale école de pilotage, base de ravitaillement et d'entretien des provinces Maritimes durant la Seconde Guerre mondiale. La construction d'une base devant accueillir 10 000 soldats causent de graves problèmes d'infrastructures.
Les partis politiques apparaissent officiellement en 1935.
Le camp d'internement B/70 de Fredericton, en fait Ripples, est ouvert en 1940, afin d'accueillir les prisonniers civils allemands. Aucune évasion n'est à déplorer et les prisonniers sont libérés l'année suivante. Un nouveau camp est toutefois construit pour l'internement des canadiens opposés à la conscription, notamment le maire de Montréal Camillien Houde et le fasciste Adrien Arcand, ainsi que des marins et des militaires de l'Axe; plusieurs de ces prisonniers s'enfuient par des tunnels,. Le camp est fermé en 1945.
La zone naturelle protégée des Tourbières-de-Canaan, la première réserve naturelle de la province, est créée en 1921. Le premier parc provincial est créé en 1935 près de Campbellton. Le parc national de Fundy, le premier de la province, est créé à partir de 1947, ce qui nécessite l'expropriation d'une cinquantaine de familles, et inauguré en 1952. Sa forêt est toutefois exploitée jusqu'en 1965 afin de reconstruire la forteresse de Louisbourg.